# شهرستان گناباد
شهرستان گُناباد جنوبی‌ترین شهرستان استان خراسان رضوی ایران است. گناباد از قدیمی‌ترین شهرهای ایران محسوب می‌شود. بر اساس شواهد تاریخی و طبیعی موجود اعم از قنات قصبه، قدمت این ناحیه به پیش از دوره هخامنشیان بازمی‌گردد.
مرکز این شهرستان، شهر گناباد است. شهرستان گناباد بر طبق سرشماری سال ۱۳۸۵، تا قبل از جدا شدن بخش بجستان، بیش از ۱۱۰٬۰۰۰ نفر جمعیت داشته است. بر اساس نتایج سرشماری سال ۱۳۹۰، این شهرستان ۸۰٬۷۸۳ نفر جمعیت دارد و دارای ۲ بخش و ۴ دهستان است. جمعیت این شهرستان در سرشماری سال ۱۳۹۵ به ۸۸٫۷۵۳ نفر رسیده است. این جمعیت در قالب ۲۷۶۰۷ خانوار در این شهرستان سکونت دارند. در حال حاضر این شهرستان حدود ۸۸ هزار نفر جمعیت دارد.
گناباد شهری دانشگاهی در استان خراسان و شمال شرق ایران است که استادان و دانشجویان زیادی از شهرهای مختلف کشور در دانشگاه‌ها و مراکز آموزشی متعدد این شهرستان مشغول به تدریس و تحصیل هستند و مردم گناباد برای جایگاه دانشگاه، استادان و دانشجویان احترام ویژه‌ای قائل هستند.

## جغرافیا و آب و هوای شهرستان گناباد
شهرستان گناباد، جنوبی‌ترین شهرستان استان خراسان رضوی است. این شهرستان در طول شرقی ۴۶–۵۷ تا ۲۷–۵۹ و عرض شمالی ۰۳–۳۴ تا ۵۴–۳۴ قرار دارد.
مساحت این شهرستان تا قبل از جدا شدن بجستان، ۹٬۵۸۴ کیلومتر مربع بوده است اما در حال حاضر مساحت آن ۵٬۷۸۹ کیلومتر مربع است. شهرستان گناباد به دلیل واقع شدن در مسیر ارتباطی خراسان رضوی با خراسان جنوبی و سیستان و بلوچستان دارای اهمیت خاصی است. این شهرستان از موقعیت مواصلاتی خوبی برخوردار است؛ زیرا راه‌های مواصلاتی مشهد به زابل و زاهدان (شرق ایران)، مشهد به کرمان و بندر عباس (جنوب ایران) و مشهد به یزد و اصفهان (مرکز ایران) از آن می‌گذرد. گناباد از سه منطقه جغرافیایی براکوه و منطقه دشت گناباد و پسکلوت تشکیل شده منطقه براکوه دارای آب و هوای کوهستانی زمستان‌های سرد و تابستان ملایم است.
شهر گناباد، در فلات براکوه قرار دارد این شهر بر روی دشت هموار قرار داشته و با رشته کوه براکوه ۲۴ کیلومتر فاصله دارد، بلندترین قلهٔ براکوه کوه تیرماهی یا کوه زیبد نام دارد، از ارتفاع ۲۵۵۷ متری قلهٔ زیبد تا پسکلوت شهر گناباد شیب نسبتاً ملایمی وجود دارد. به‌طور کلی شهرستان گناباد در منطقهٔ اقلیم خشک و نیمه‌صحرایی حاشیه کویر قرار دارد. شهر گناباد تابستان‌های گرم‌تری نسبت به براکوه دهستان‌های کاخک و زیبد دارد و هوای آن مشابه پسکلوت می‌باشد تابستان‌ها هوا در شب ملایم است بالاترین درجه حرارت به ۵۰ درجه می‌رسد.

## کوهستان براکوه
رشته کوه براکوه یا کوه دهستان زیبد مهم‌ترین رشته کوه شهرستان گناباد است. بخش کاخک و دهستان زیبد تماماً در دامنه براکوه قرار دارد مهم‌ترین بلندی شهرستان گناباد قله تیر ماهی است که در کوه زیبد قرار دارد.

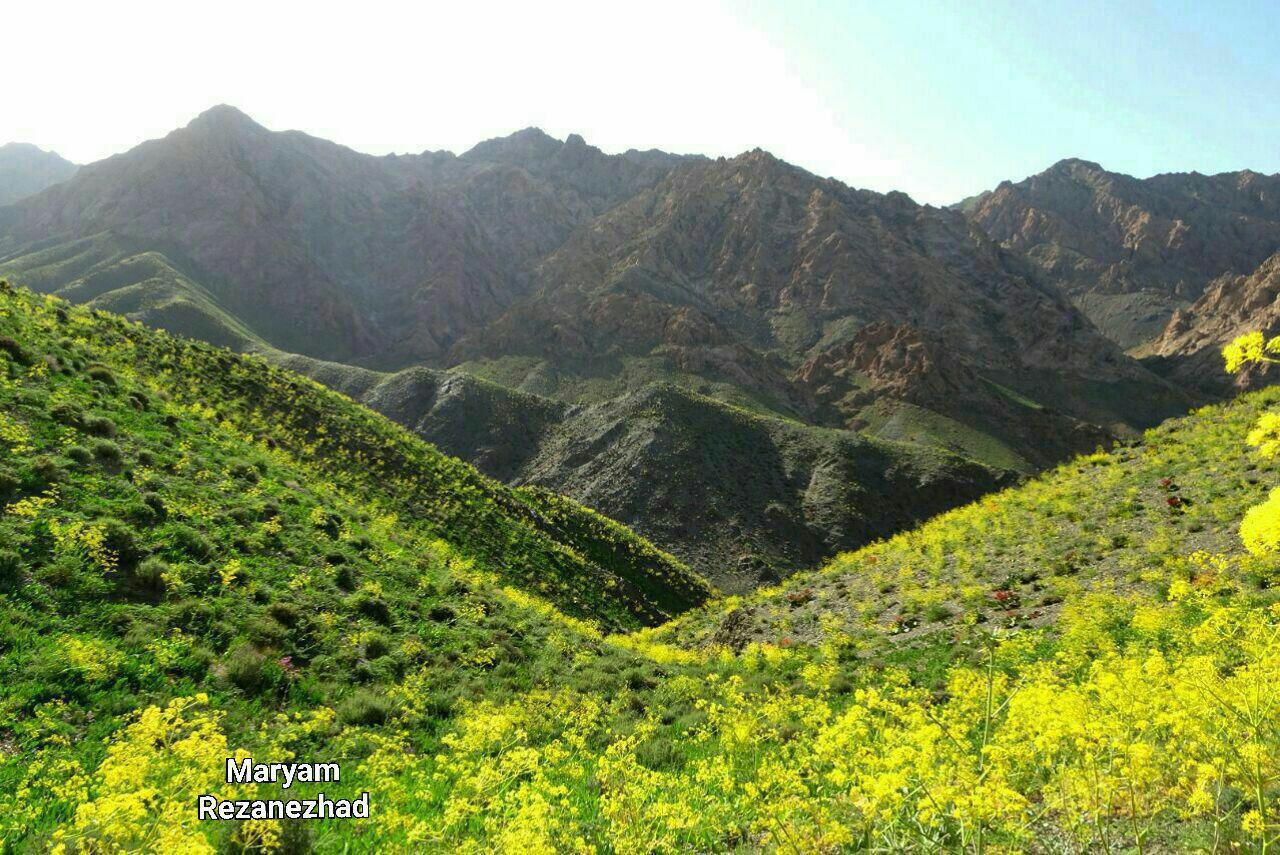
کومای زار کوه زیبد زیبد

کوه زیبد. براکوه دارای دیدنی‌های طبیعی فراوانی است منطقه حفاظت شده زیبد و هلالی دارای انواع حیوانات حیات وحش از جمله قوچ و بز کوهی و آهو است و گونه‌هایی از درختهای جنگلی قدیم از جمله انجیر کوهی - پسته کوهی - تاقوک - گزنه - سرو- شیب- و … وجود دارد گیاهان و بوته‌های هیزم از انواع مختلف و متنوع و گیاهان دارویی مانند شاتره - بیخ - زیره - خارانگبین ریواس - کومای و … وجود دارد.
. شهر گناباد با بسیاری از روستاهای پیرامون خود همچون مِند، خیبری، دلویی، بیلُند، بهاباد و حتی شهر بیدخت و شوراب در هم تنیده شده است و این نواحی نیز تحت پوشش سازمان تاکسی رانی شهرداری گناباد قرار دارند.
شهر گنابد در دشت و فلات رشته کوه سیاه کوه یا رشته کوه کاخک  که در نزدیکی شهر مقدس کاخک واقع شده است . رشته کوه کاخک در منطقه گناباد بیشتر به براکوه و سیاه کوه و کوه تیرماهی زیبد معروف است. قنات‌های گناباد تقریباً همگی از دامنه براکوه ریشه می‌گیرد براکوه تمامی دهستان زیبد و بخش کاخک را در برمی گیرد که آب و هوای کوهستانی و سرد دارد و از دشت یا فلات گناباد سردتر است.

## دشت ریواس

دشت ریواس زیبد.

دشت ریواس زیبد یکی از جذابیتهای ماه‌های اسفند و فروردین براکوه است که در شرق جاده دهستان زیبد قرار دارد.

## تقسیمات کشوری
در سال ۱۳۱۶ و بر اساس قانون تقسیمات کشوری مجلس شورای ملی، گناباد یکی از ۴۹ شهرستان ایران و یکی از ۷ شهرستان خراسان بزرگ بوده است.
در حال حاضر، تقسیمات کشوری شهرستان گناباد به صورت زیر می‌باشد:
- بخش مرکزی شهرستان گناباد
  - دهستان پس کلوت
  - دهستان حومه

شهرها: بیدخت و گناباد و روشناوند
- بخش کاخک
  - دهستان کاخک
- شهرکاخک

## جمعیت
روند تغییرات توزیع جمعیت در شهرستان گناباد به شکل متقارن بوده به گونه‌ای که روند رشد و کاهش توزیع جمعیت در سکونت گاه‌های شهری و روستایی تقریباً مشابه بوده است. طی سالیان متمادی، در سال‌های اخیر برای اولین بار نرخ شهرنشینی در شهرستان گناباد از نرخ روستانشینی آن پیشی گرفته است. در مجموع طی سال‌های مورد بررسی همواره نرخ روستانشینی با کاهش و شهرنشینی با افزایش مواجه بوده است.
نرخ با سوادی این شهرستان بیش از ۹۵٪ درصد می‌باشد.
| مردان | سن      | زنان  |
| ----- | ------- | ----- |
| ۶     | ۱۱۰–۱۰۰ | ۴     |
| ۱۹    | ۹۹–۹۵   | ۱۹    |
| ۸۵    | ۹۴–۹۰   | ۸۳    |
| ۴۵۴   | ۸۹–۸۵   | ۳۳۶   |
| ۵۰۵   | ۸۴–۸۰   | ۴۸۱   |
| ۹۸۹   | ۷۵–۷۹   | ۱٬۰۲۹ |
| ۸۲۵   | ۷۰–۷۴   | ۹۶۱   |
| ۸۹۵   | ۶۵–۶۹   | ۱٬۱۹۲ |
| ۸۵۳   | ۶۰–۶۴   | ۱٬۱۲۸ |
| ۱٬۳۸۱ | ۵۵–۵۹   | ۱٬۵۵۴ |
| ۱٬۸۵۷ | ۵۰–۵۴   | ۱٬۹۳۰ |
| ۲٬۰۸۵ | ۴۵–۴۹   | ۱٬۹۵۸ |
| ۲٬۶۳۱ | ۴۰–۴۴   | ۲٬۶۳۴ |
| ۲٬۹۹۵ | ۳۵–۳۹   | ۲٬۷۷۵ |
| ۳٬۲۵۰ | ۳۰–۳۴   | ۳٬۳۱۷ |
| ۴٬۰۹۹ | ۲۵–۲۹   | ۳٬۸۶۹ |
| ۴٬۰۳۳ | ۲۰–۲۴   | ۳٬۸۹۵ |
| ۳٬۴۸۳ | ۱۵–۱۹   | ۳٬۳۸۲ |
| ۳٬۳۷۲ | ۱۰–۱۴   | ۳٬۱۶۴ |
| ۳٬۳۶۵ | ۵–۹     | ۳٬۱۸۸ |
| ۳٬۴۰۹ | ۰–۴     | ۳٬۲۸۹ |

## زبان، فرهنگ، آداب و رسوم
زبان و فرهنگ مردم شهرستان گناباد فرهنگ جنوب خراسان است و پیوندهای تاریخی و زبانی با خراسان بزرگ دارد. مردم شهرستان گناباد همگی پیرو مذهب شیعه دوازده‌امامی هستند و تعدادی از دراویش نعمت‌اللهی در شهر بیدخت ساکن هستند، آنها نیز شیعه مذهب می‌باشند. همچنین مقبره ۴ تن از قطب‌های این سلسله در آنجا قرار دارد و بسیاردیدنی است.

### زبان
مردم شهرستان گناباد به زبان فارسی و با لهجه جنوب خراسانی که نزدیک به فارسی دری می‌باشد صحبت می‌کنند.

### فرهنگ

#### سرود گناباد
سرود ملی گناباد به خواستهٔ استاندار وقت در سال ۱۳۸۹ توسط ذبیح‌اله صابری سروده و با خوانندگی حمید حیدری و تنظیم نادر جوان به اجرا درآمد.

### رقص‌های محلی
رقص‌های محلی در هر منطقه نشان دهنده فرهنگ مردم و روحیات مردم آن منطقه می‌باشد. در این شهرستان برخی از رقص‌ها انفرادی، برخی دو نفره و برخی دسته‌جمعی می‌باشد که اجرای برخی از آنها بسیار مشکل و سخت می‌باشد و احتیاج به تمرین و مهارت زیادی دارد. به‌طور کلی به رقص‌های انفرادی در قدیم خانم‌بازی می‌گفتند. رقص‌های دو نفره معمولاً چوب بازی می‌باشد و رقص‌های دسته‌جمعی که به رقص دوره معروف است به شکل خاص مربوط به خود انجام می‌گیرد که بسیار دیدنی است. . رقض محلی خراسانی «چکه» که با دهل وسورنا اجرا می‌شود نمونه عالی فرهنگ خراسانی است.

#### مراسم کفبیخ یا کف‌زنی
در میان انبوه آیین‌ها و سنن پارسی، شب چله نیز خودنمایی می‌کند. مراسم کفبیخ یا " کف زنی " مردم گناباد بخصوص اهالی دهستان زیبد و براکوه در شب‌های سرد و طولانی زمستان به ویژه شب چله بهانه‌ای است برای مهر ورزیدن و استحکام خانواده‌ها.

## حمل و نقل و ارتباطات
پایانه مسافربری شهرستان گناباد همه‌روزه به مقصد مشهد و تهران سرویس‌دهی دارد. شهرستان گناباد در مسیر کریدور شمال به جنوب (جاده سنتو) واقع شده است. همچنین این شهرستان در مسیر راه‌آهن در حال احداث مشهد به زاهدان  واقع شده است. فرودگاه شهدای گناباد با وسعت ۳۸۰ هکتار با دو هزار و ۷۰۰ متر باند دارای عرض ۶۰ متر است و تا فرودگاه مشهد ۲۷۰ کیلومتر، تا فرودگاه سبزوار ۳۰۰ کیلومتر و تا فرودگاه بیرجند ۲۱۸ کیلومتر فاصله دارد و پس از راه‌اندازی، سومین فرودگاه خراسان رضوی بعد از مشهد و سبزوار بوده است. فرودگاه شهدای گمنام صبح پنج‌شنبه چهارم خرداد ۱۴۰۲ با پیگیری‌های محمد صفایی نماینده دلسوز مردم شریف گناباد و بجستان با به زمین نشستن هواپیمای حامل رئیس مجلس شورای اسلامی و وزیر راه و شهرسازی افتتاح شد.

## صنعت و معدن
از مهم‌ترین صنایع فعال شهرستان گناباد که سهم به سزایی در رشد صنعت و اشتغال جوانان این شهرستان ایفا نموده‌اند می‌توان به شرکت فرآورده‌های دی رگداز ایران(۱۳۶۴)، شرکت صنایع چینی تقدیس(۱۳۸۴) و شرکت تولیدی الیاف سیمرغ(۱۳۸۷) که هر سه در شهرک صنعتی گناباد واقع شده‌اند اشاره نمود. هم چنین صنایع تبدیلی و غذایی نگین گل شرق در زمینه تولید آرد والسی از سالیان دور جایگاه ویژه‌ای در صنعت شهرستان داشته است. علاوه بر این‌ها وجود پتانسیل‌های بیشمار معدنی به گسترش کارخانجات متعدد سنگ و مصالح ساختمانی در شهرک صنعتی انجامیده و نیز به دلیل تعداد فراوان دامداری‌ها و مرغداری‌ها شاهد کارحانجات خوراک دام و طیور و نیز صنایع لبنی و غذایی در شهرستان گناباد می‌باشیم.

### شهرک‌ها و ناحیه‌های صنعتی
- شهرک صنعتی گناباد

از شهرک‌های مصوب سال ۱۳۶۸ هیئت وزیران به مساحت ۹۳ هکتار و در کیلومتر ۵ جاده گناباد - مشهد واقع شده است. در این شهرک تعداد ۶۱ فقره قرارداد در زمینه‌های مختلف کانی غیر فلزی، شیمیایی، برق والکترونیک، غذایی منعقد گردیده است که از این تعداد ۲۵ واحد به بهره‌برداری رسیده و ۶ واحد در حال ساخت وساز می‌باشد که از مهم‌ترین واحدهای فعال می‌توان به شرکت فرآورده‌های دیرگداز ایران، شرکت صنایع چینی تقدیس، شرکت تولیدی الیاف سیمرغ، شرکت طوس خاک، کاشی سنگ امید، مروارید وش و… نام برد.
امکانات شهرک:
داشتن سند تفکیکی برای تمام قطعات ،۲ حلقه چاه، اجرای شبکه آب شرب و اجرای شبکه داخلی آب شرب شهرک، کابل ۲۰۰ زوج تلفن، آنتن(BTS)، فضای سبز مناسب، ساختمان اداری، اجرای شبکه ۲۰۰ کیلو ولت و روشنایی معابر و بلوار اصلی شهرک، آسفالت معابر اصلی وفرعی شهرک، شبکه گاز داخلی شهرک.

## ناحیه صنعتی کوثر
در کیلومتر ۹ جاده گناباد - روشناوند و به مساحت ۱۶۴ هکتار واقع شده که در حال حاضر ۱۵ واحد کوره آجرپزی در آن مشغول به فعالیت بوده و از نواحی صنعتی روستایی جهاد کشاورزی می‌باشد که در خرداد ماه ۱۳۸۴ به شرکت شهرک‌های صنعتی خراسان رضوی منتقل گردیده است و طرح توسعه آن به مساحت ۱۲۴ هکتار نیز طراحی شده است.

## ناحیه صنعتی کاخک
در کیلومتر ۱۵ جاده گناباد به کاخک به مساحت ۹۵ هکتار واقع شده و از سال ۱۳۸۶ عملیات اجرایی آن آغاز و در فاز اول ۵۰ هکتار آن در بلوک‌های مختلف و بیشتر با گرایش صنایع غذایی راه اندازی گردیده است.

## دانشگاه‌ها و حوزه‌های علمیه
در شهرستان گناباد مراکز آموزش عالی زیر وجود دارد:
- مجتمع آموزش عالی گناباد (دانشگاه گناباد)
- دانشگاه فرهنگیان
- دانشگاه علوم پزشکی گناباد
- دانشگاه آزاد اسلامی واحد گناباد
- دانشگاه پیام نور مرکز گناباد
- دانشکده سماء گناباد
- دانشگاه پارس رضوی گناباد
- مرکز آموزش علمی کاربردی بهزیستی بیدخت
- مرکز آموزش علمی کاربردی شهرداری کاخک
- دانشگاه پیام نور واحد کاخک
- آموزشکده فنی پسران و دختران گناباد
- مدرسه علمیه ی امام رضا گناباد
- مدرسه علمیه ی حسنیه ی کاخک
- مدرسه علمیه ی امام محمد باقر بیدخت
- مدرسه علمیهٔ خواهران دلویی

## نگارخانه

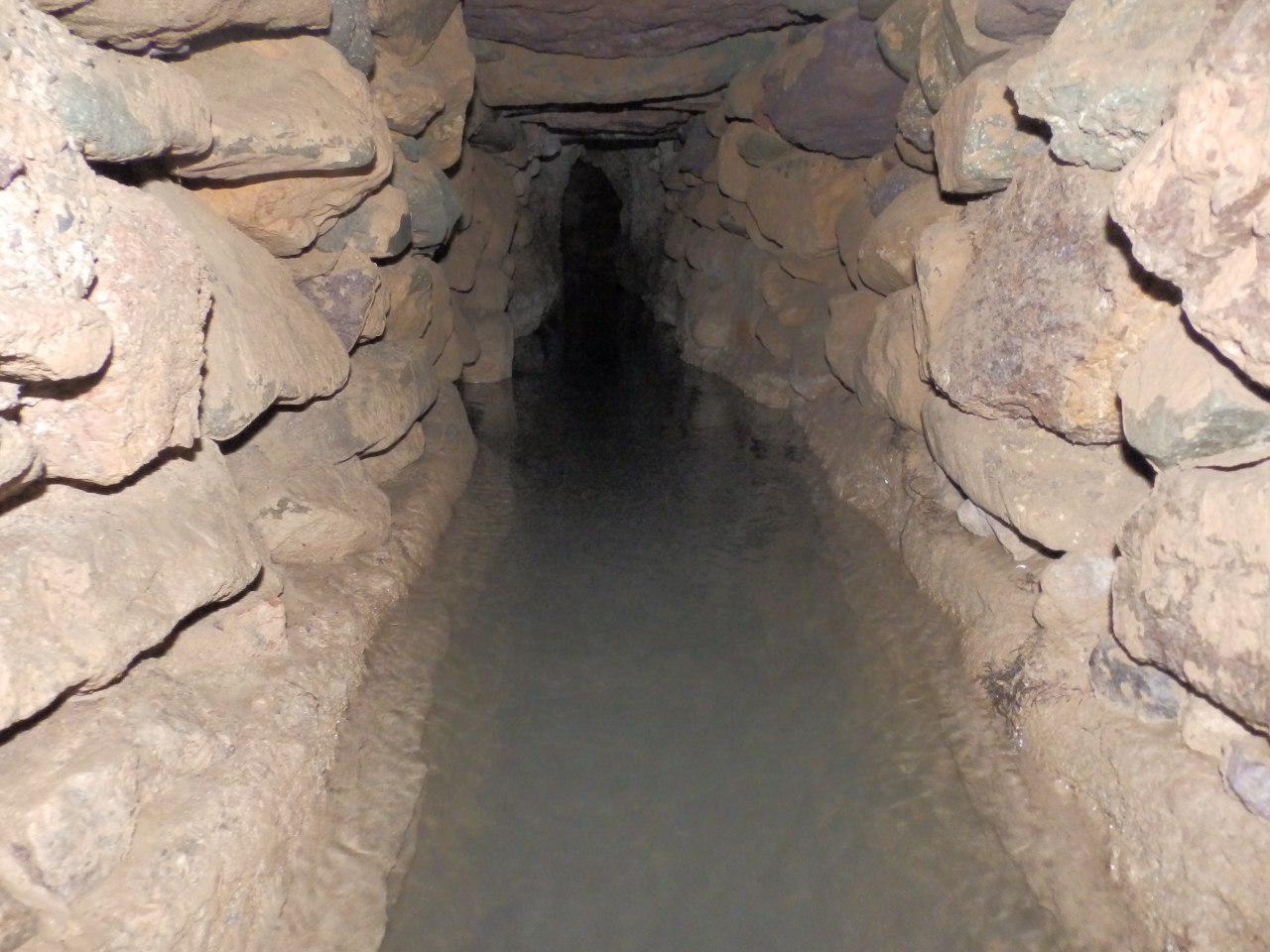
کاریز زیبَد گناباد
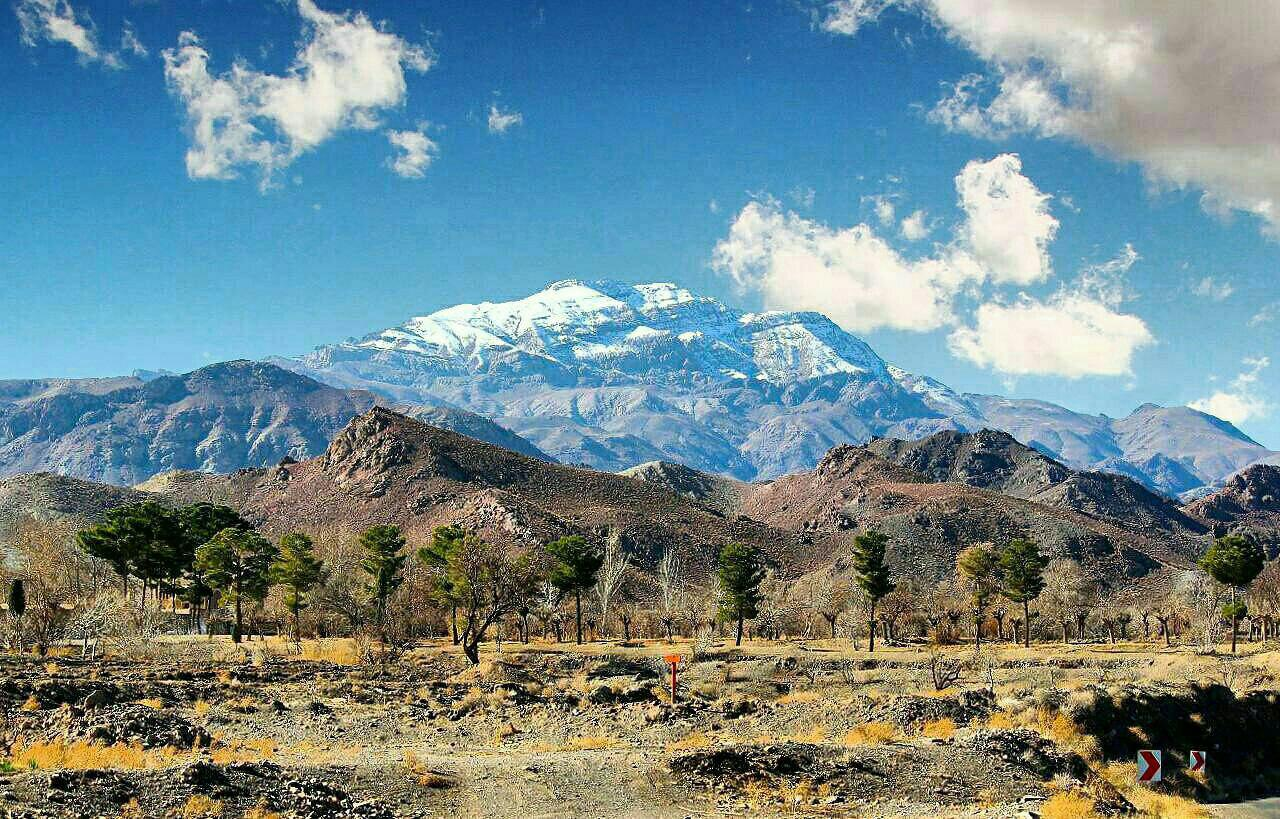
کوه زیبَد گناباد
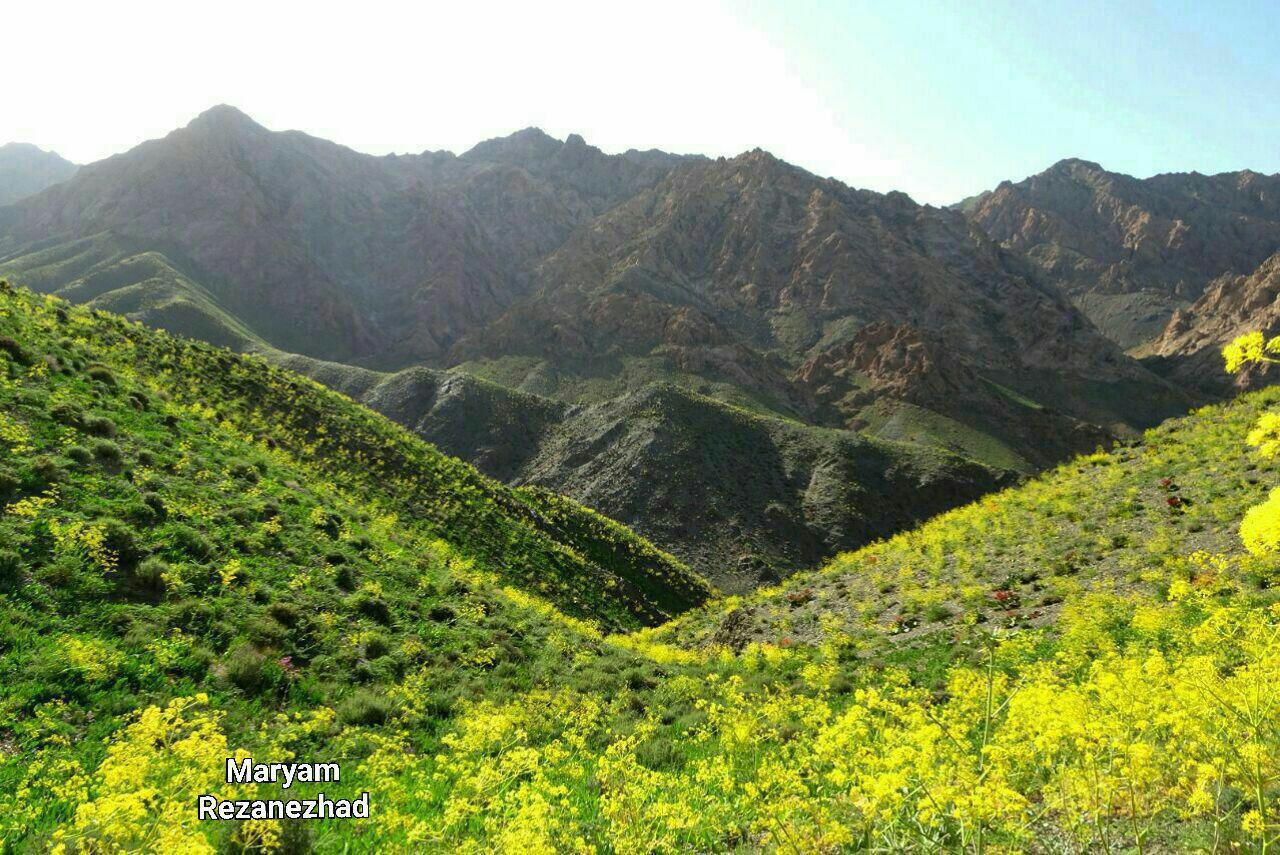
فرولا یا کومای زیبد
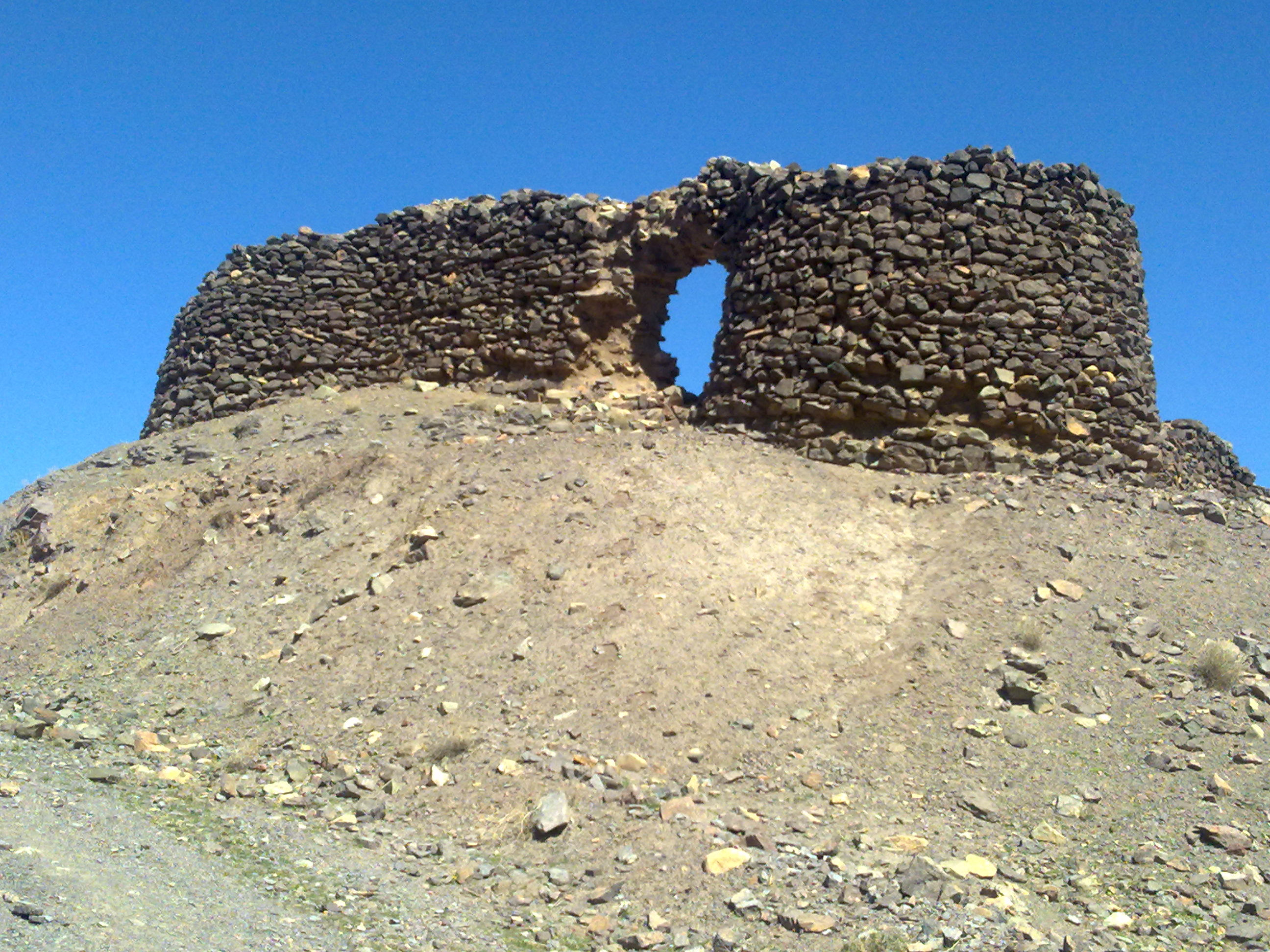
قلعه ۱۲رخ
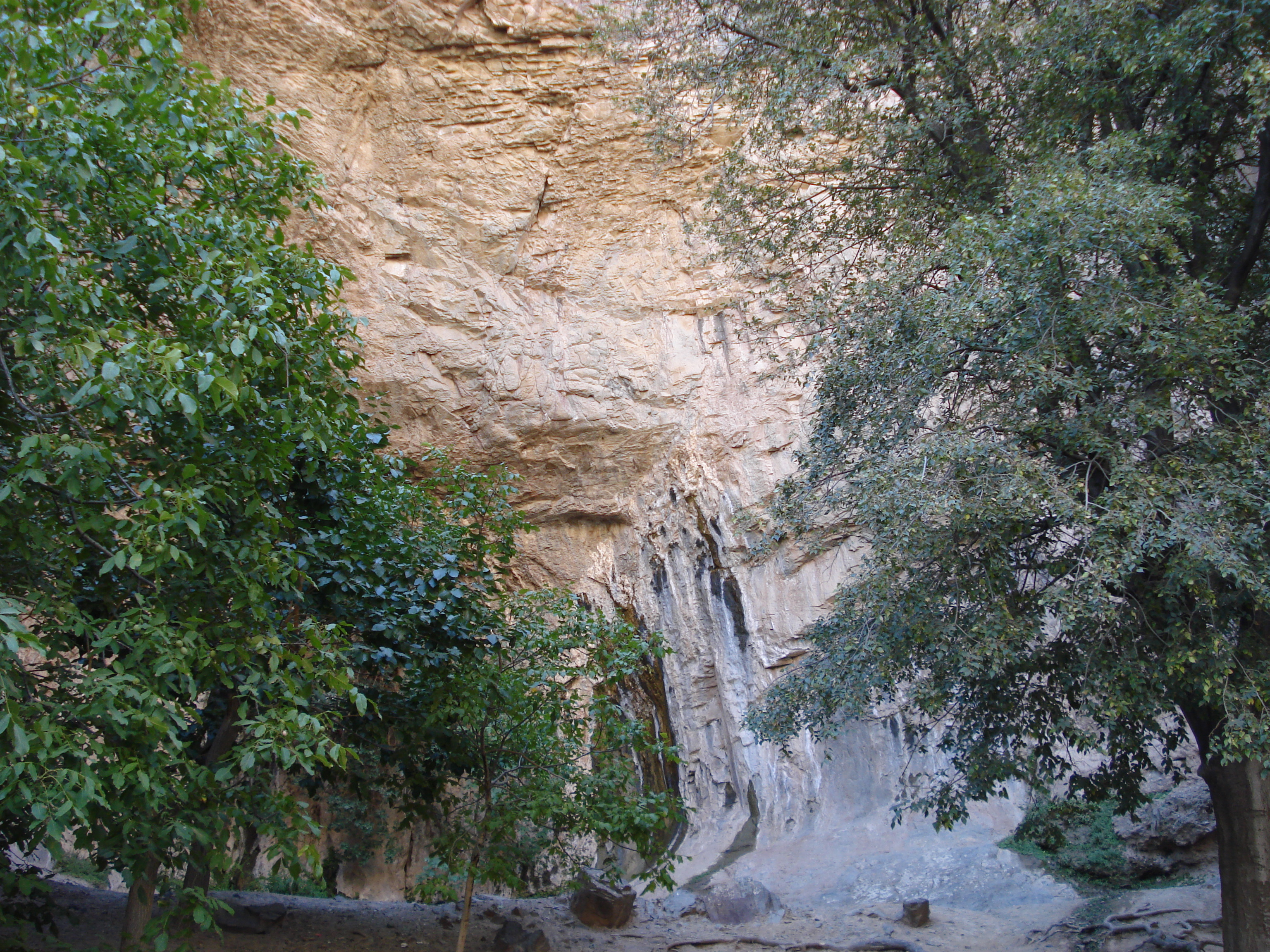
ایوان پیر
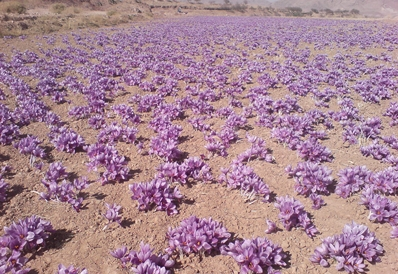
کشتمان زعفران دهستان زیبد
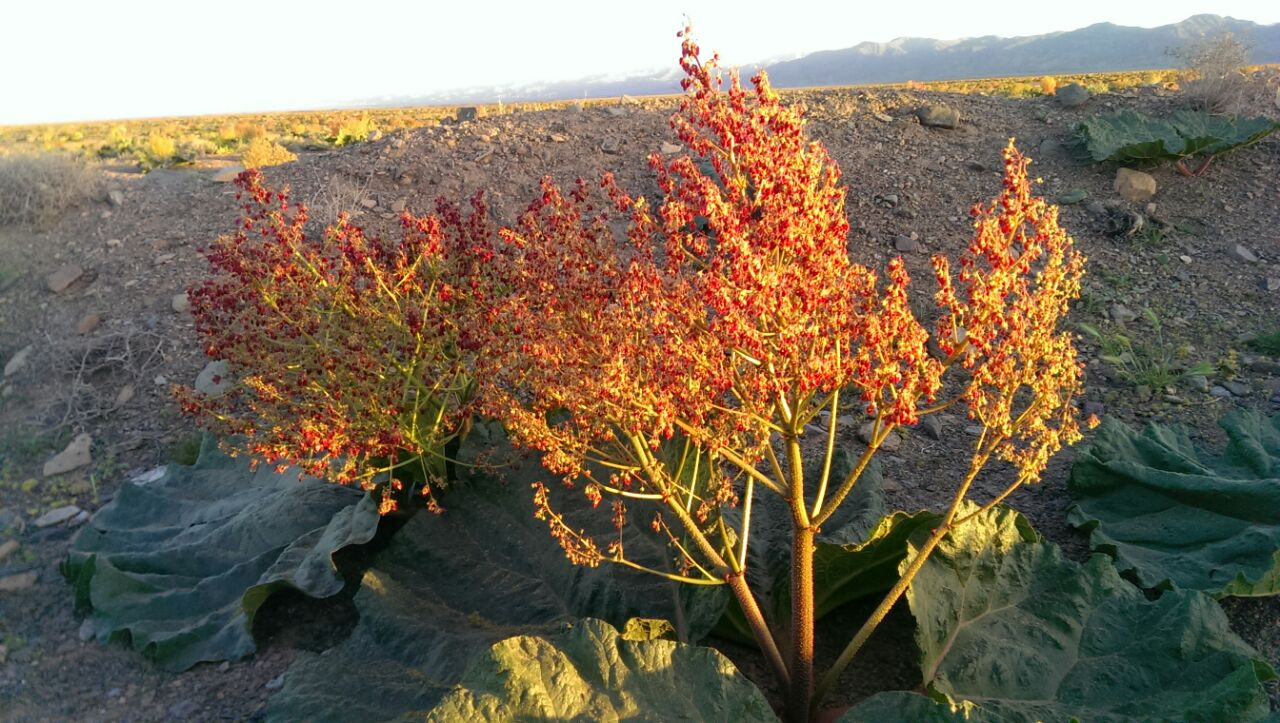
دشت ریواس
زیبد گناباد
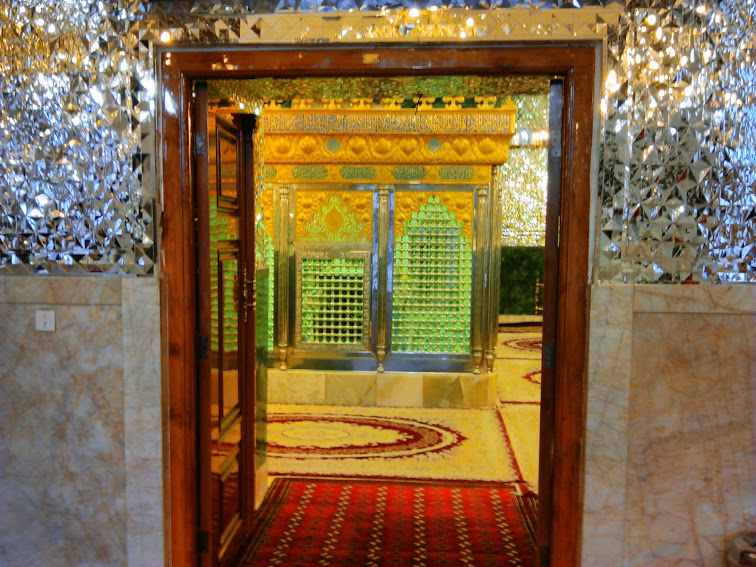
شهر کاخک
قلعه ساسانی زیبد
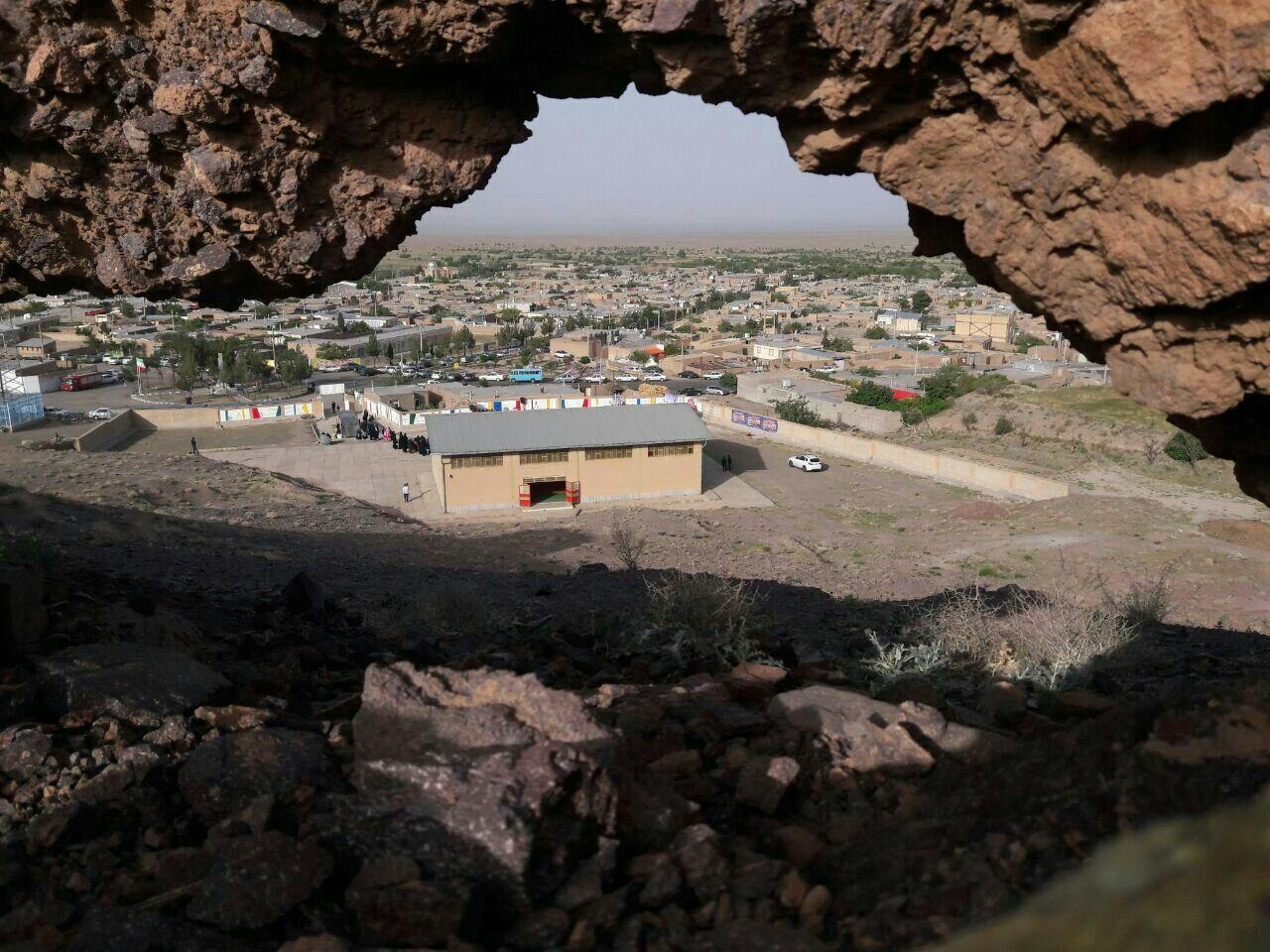
قلعه زیبد
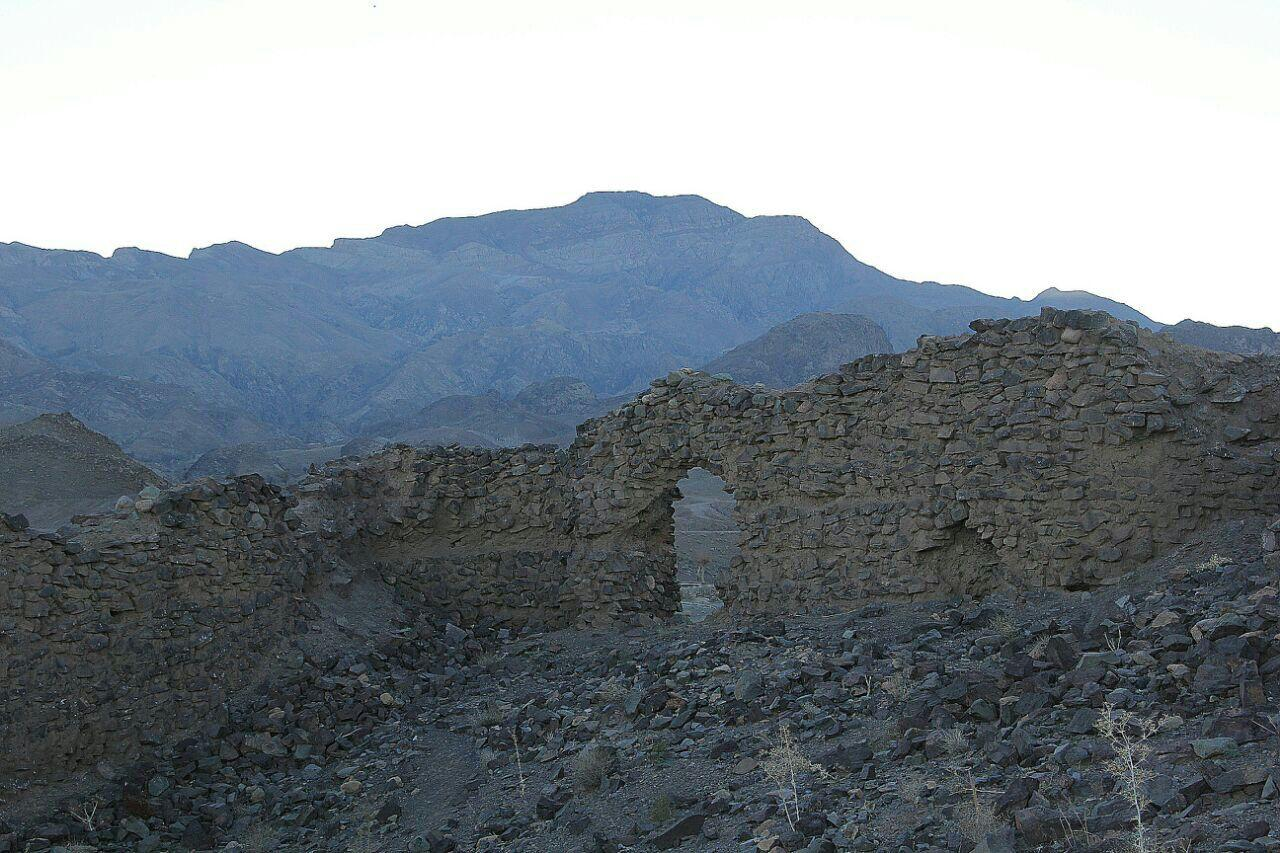
Zibad Castle
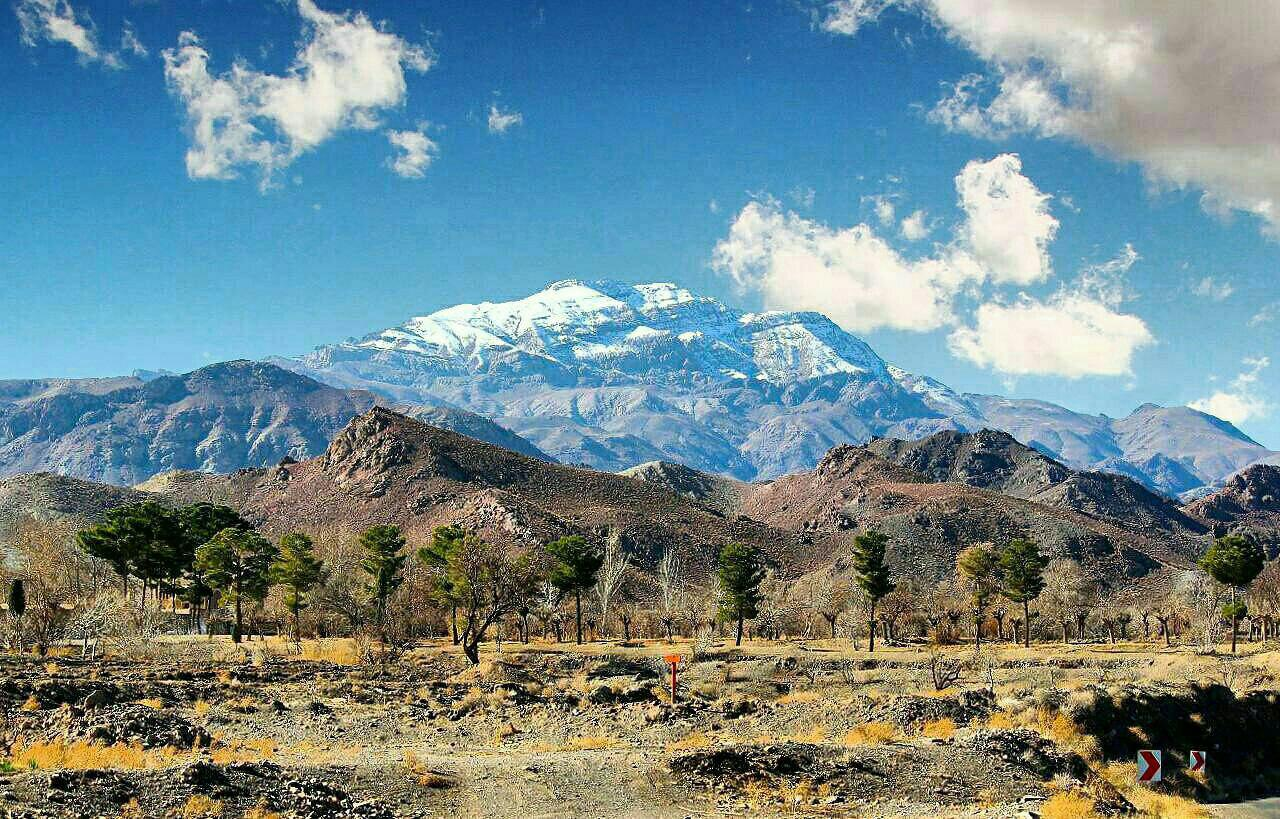
کوه زیبَد
شووچلگی یلدا در زیبد
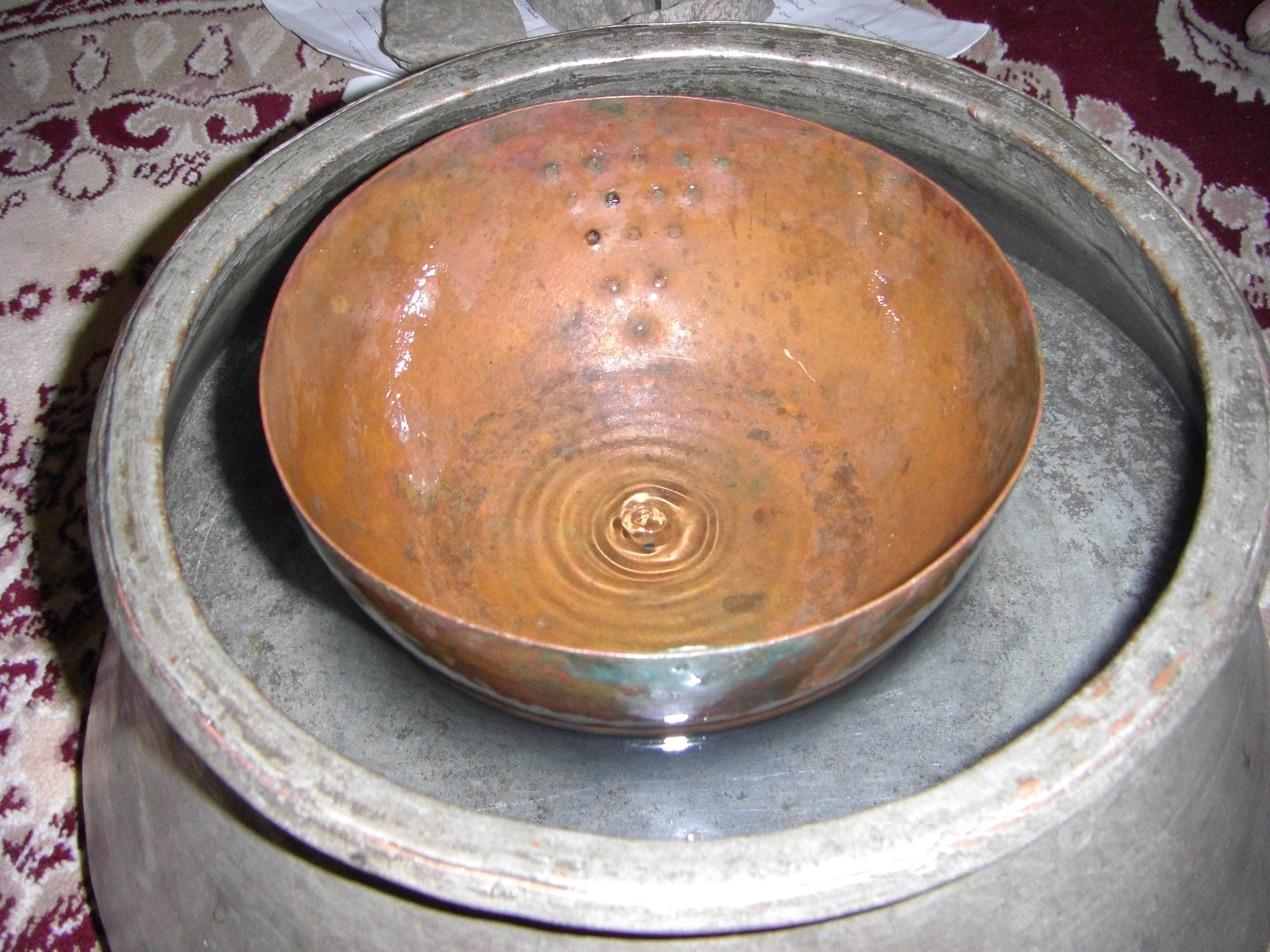
ساعت آبی سنجش زمان در کاریز زیبد گناباد
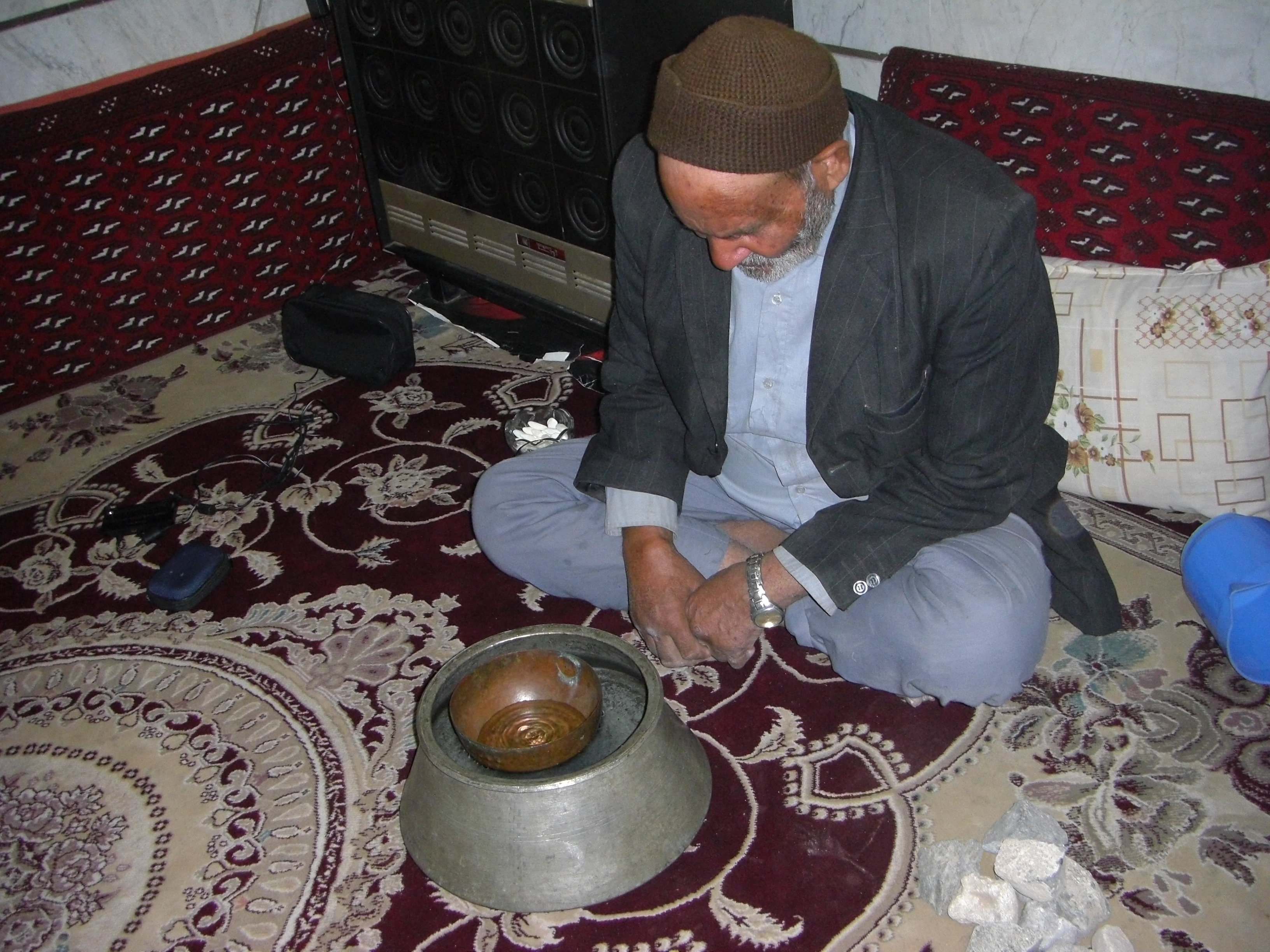
Iran
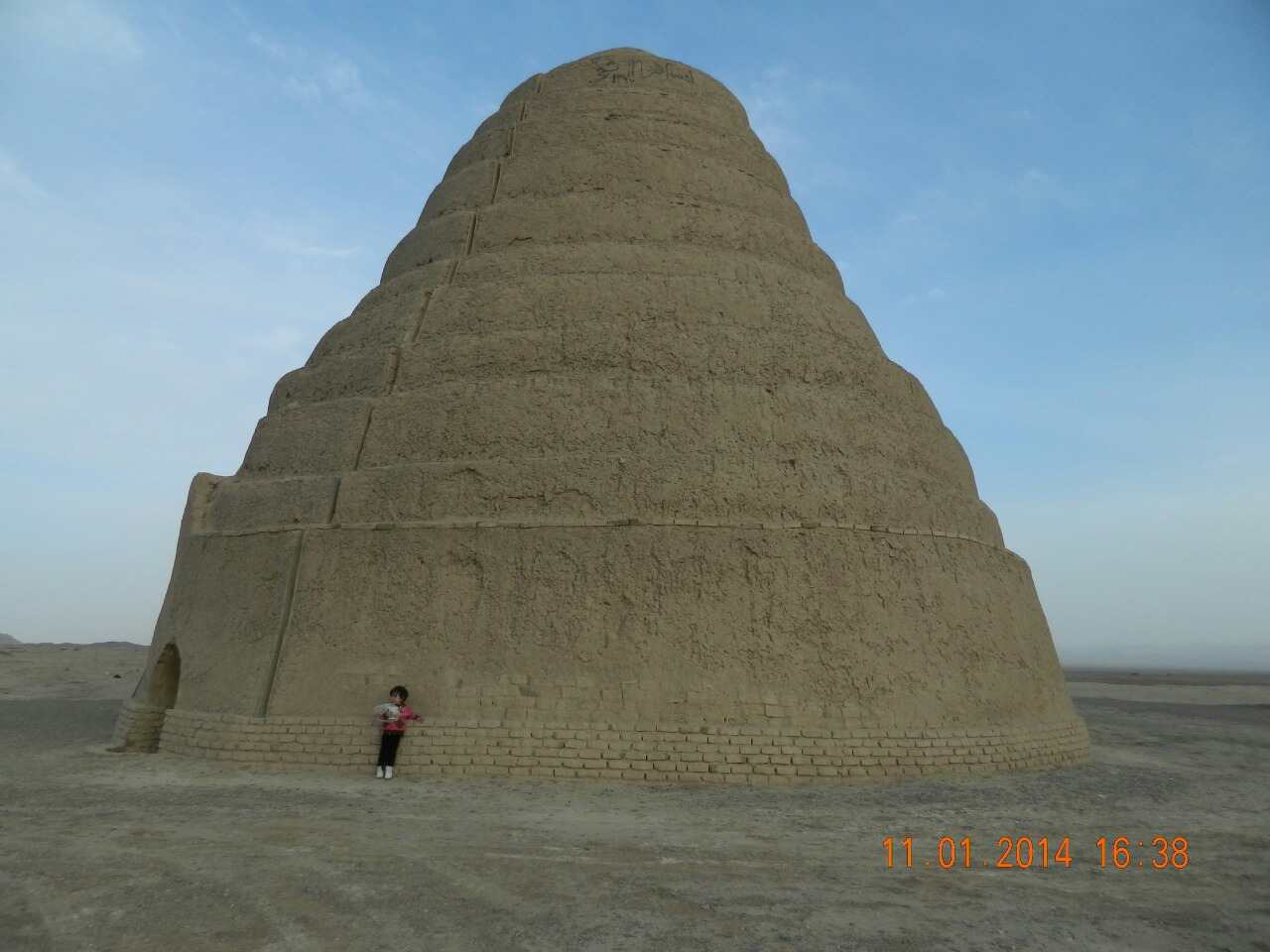
یخدانی در گناباد
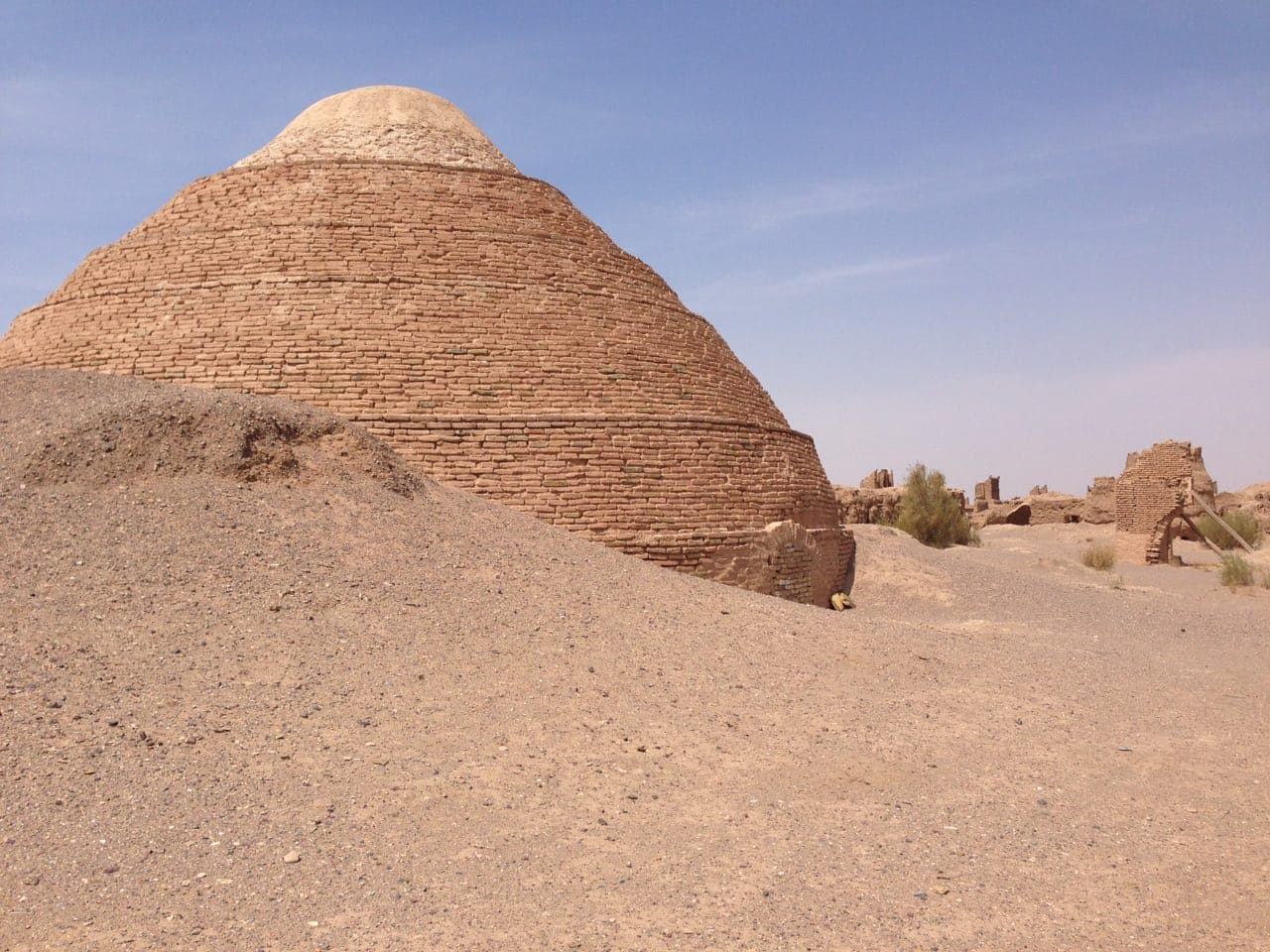
آب انبار و یخچال کویرعمرانی گناباد
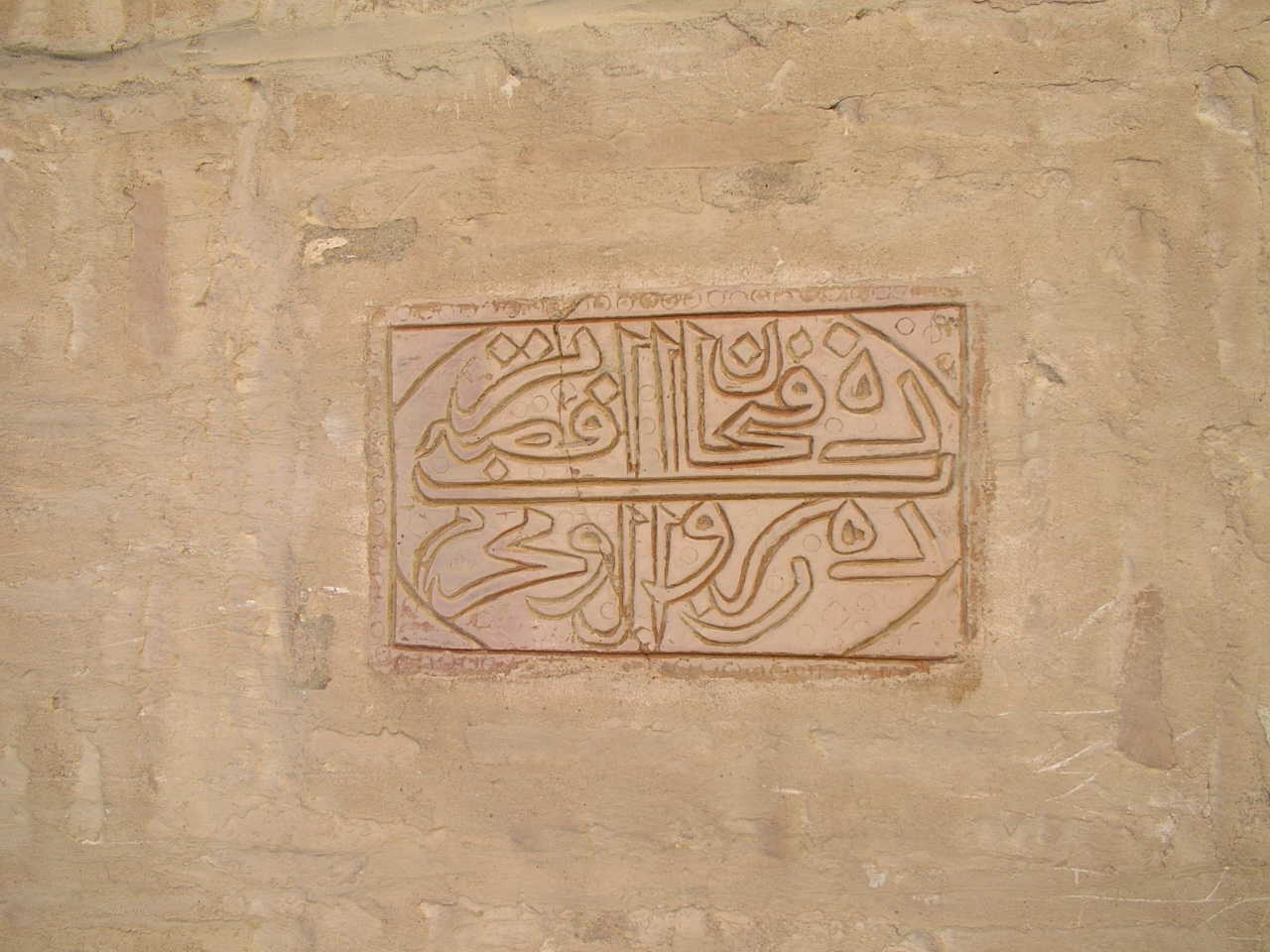
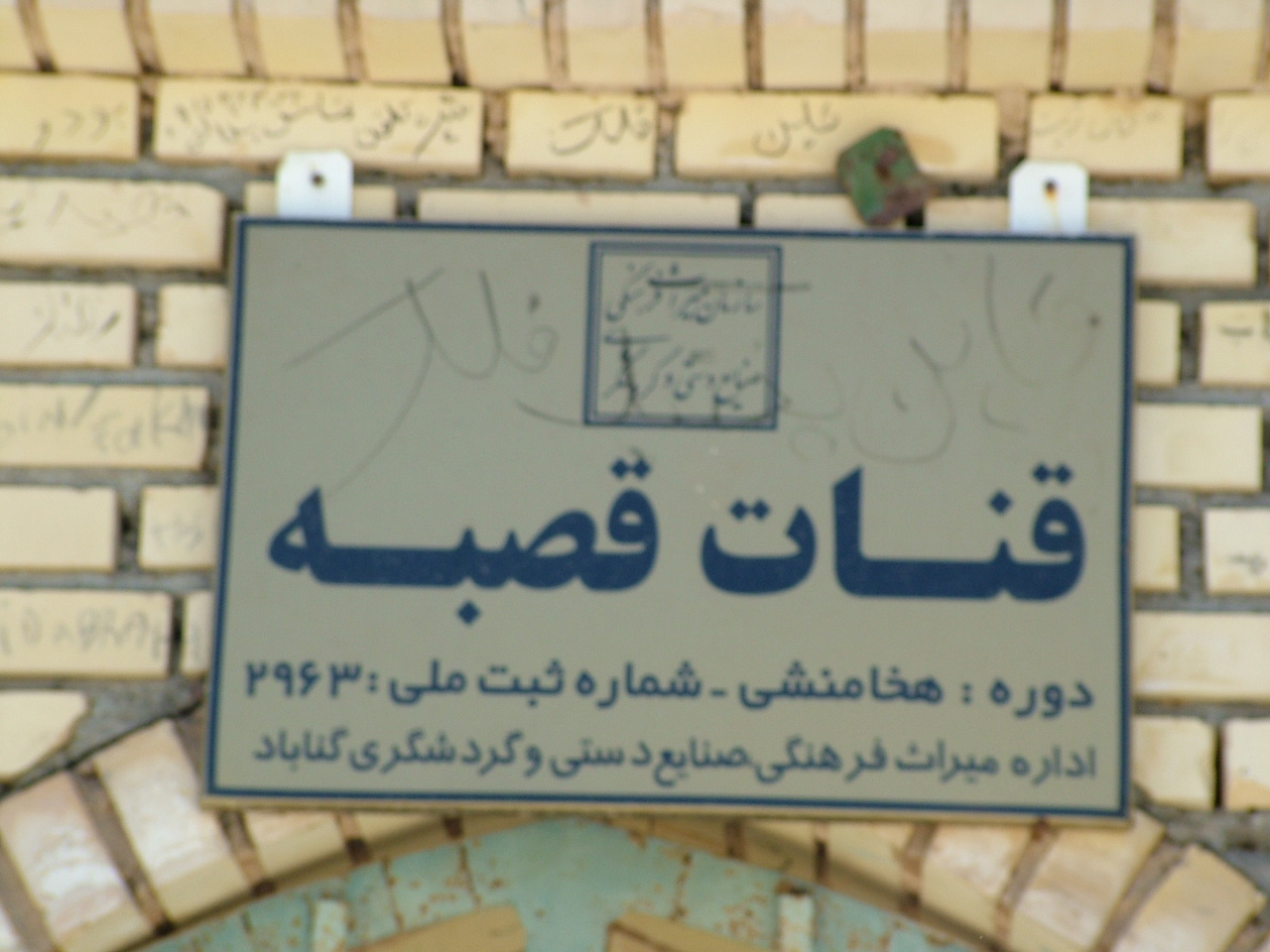
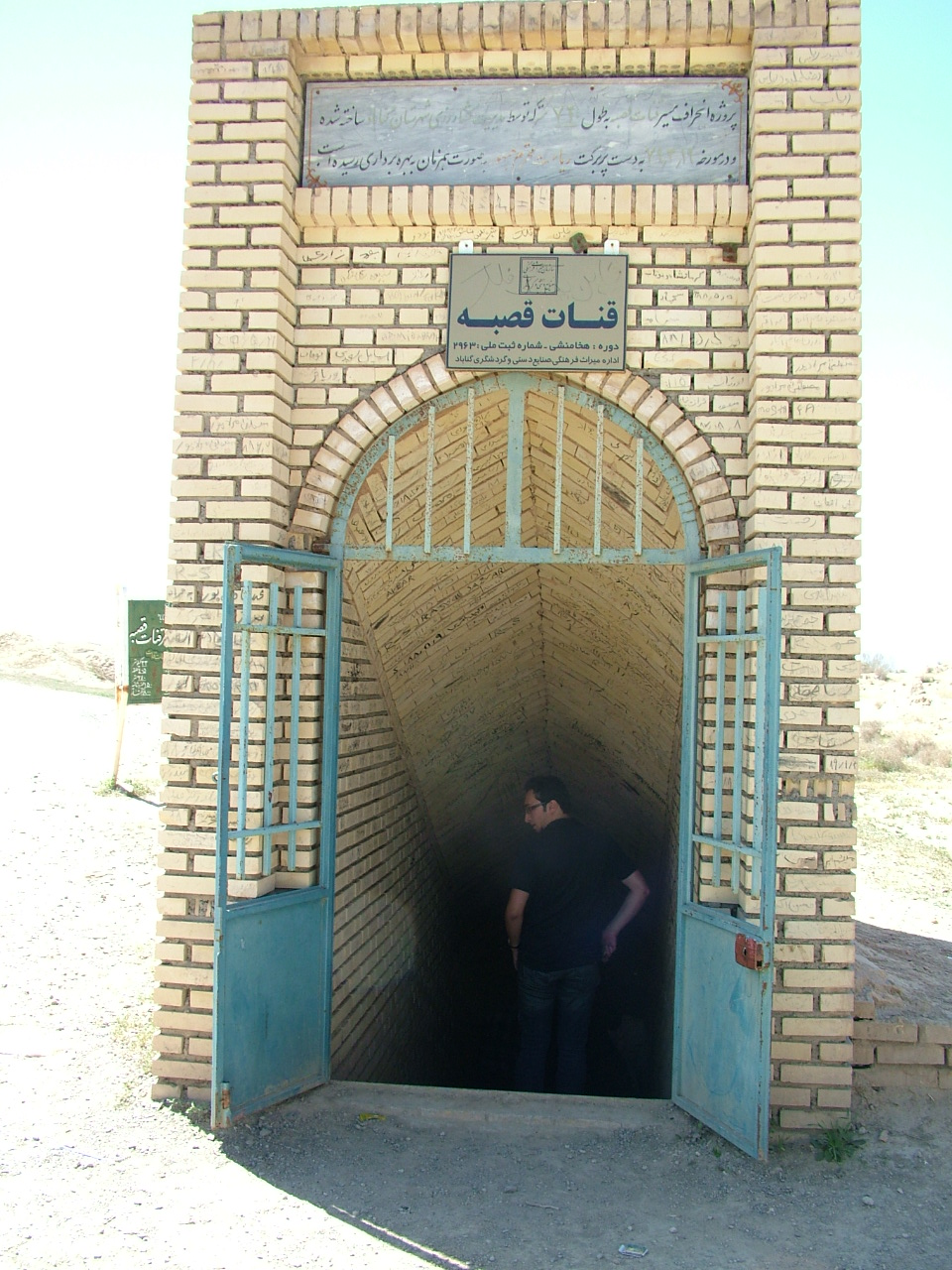
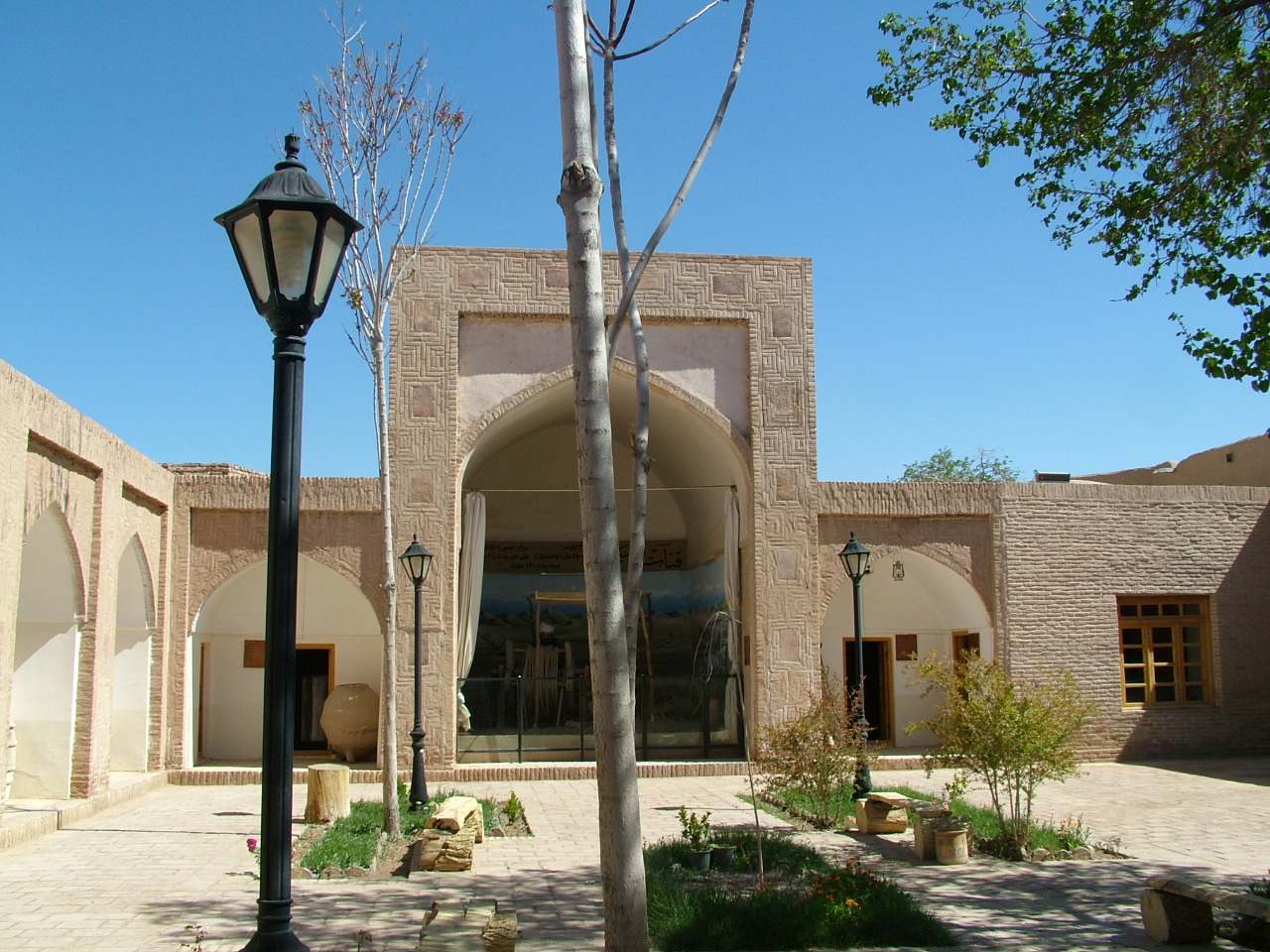
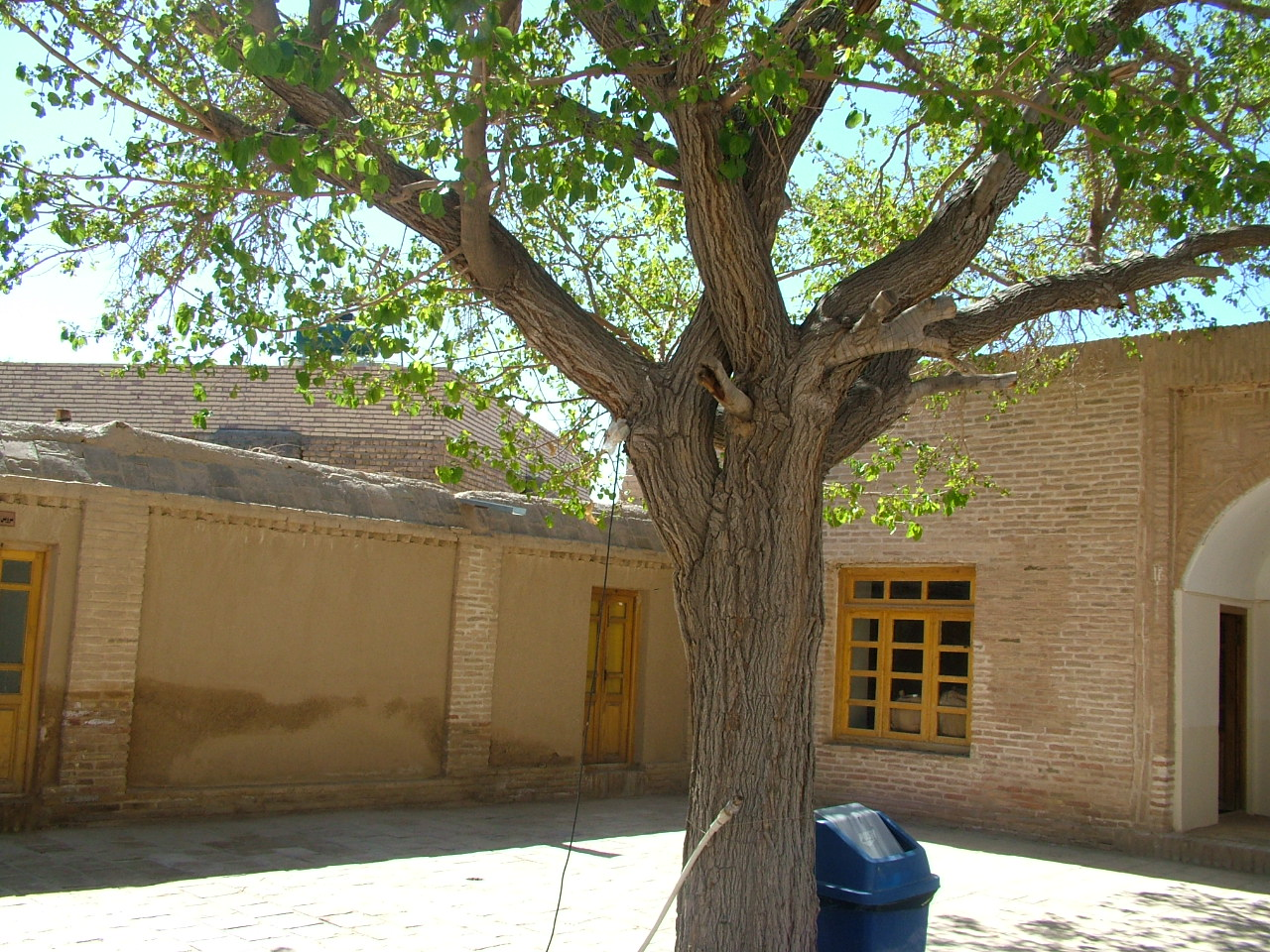
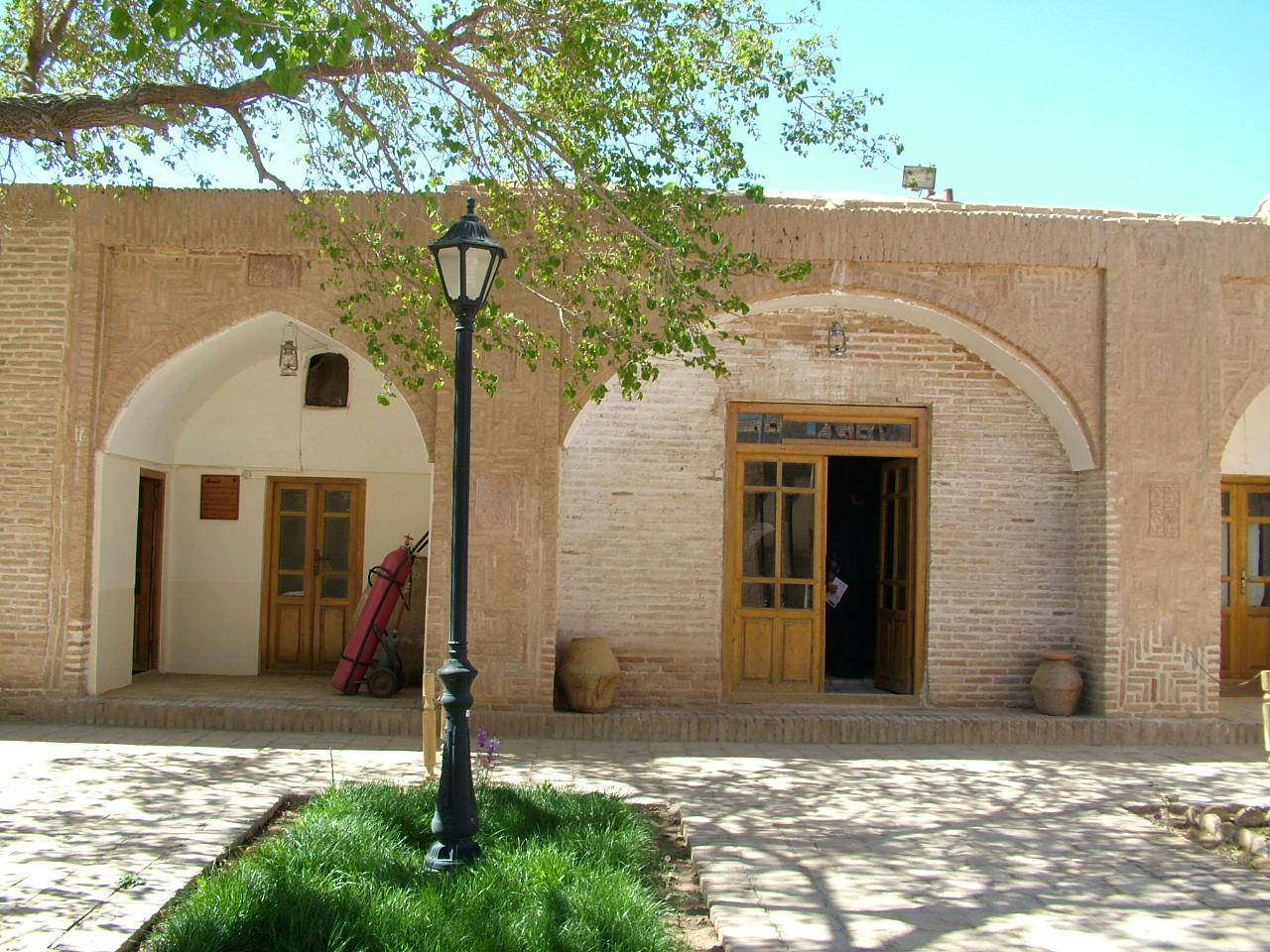
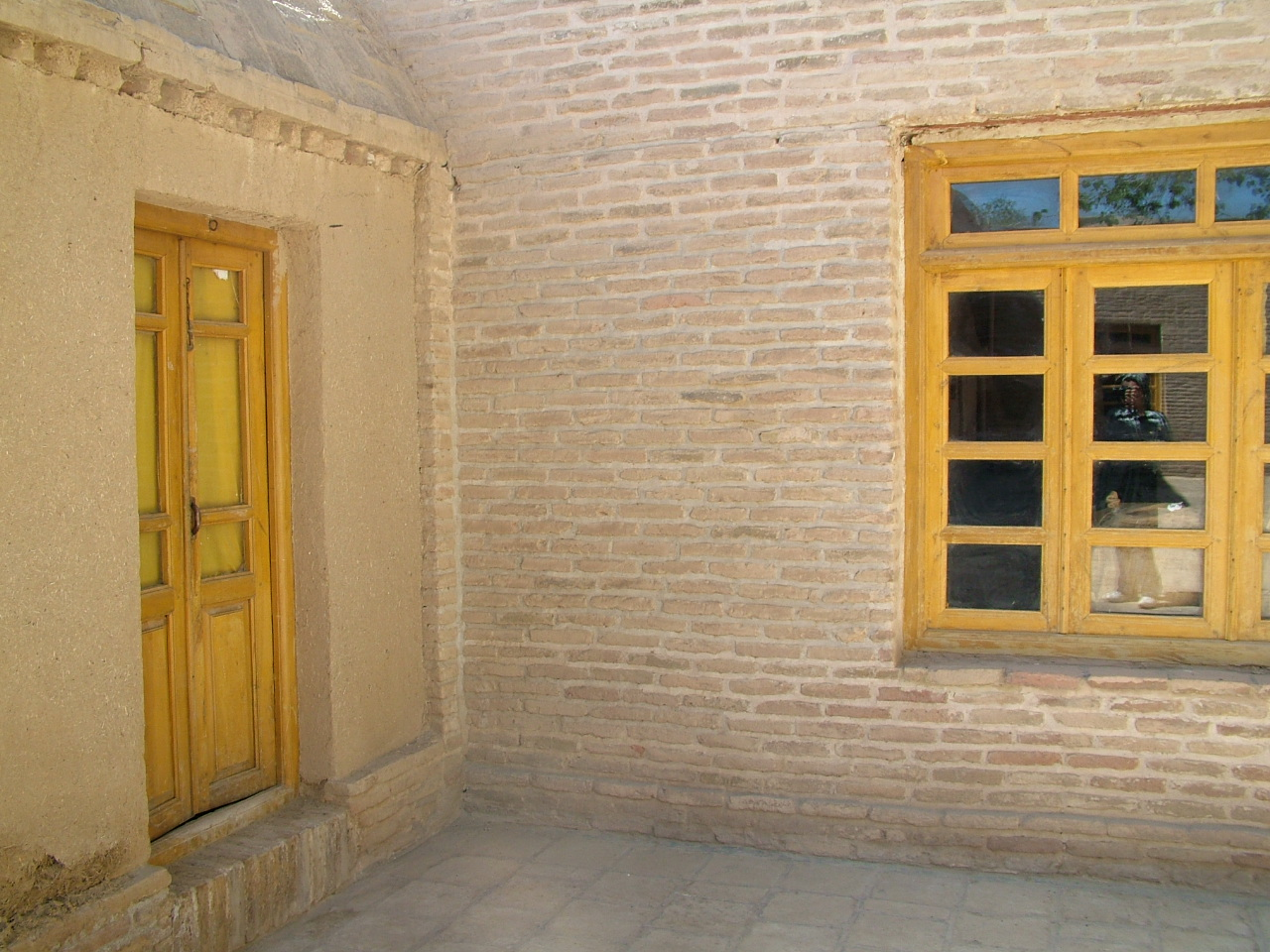
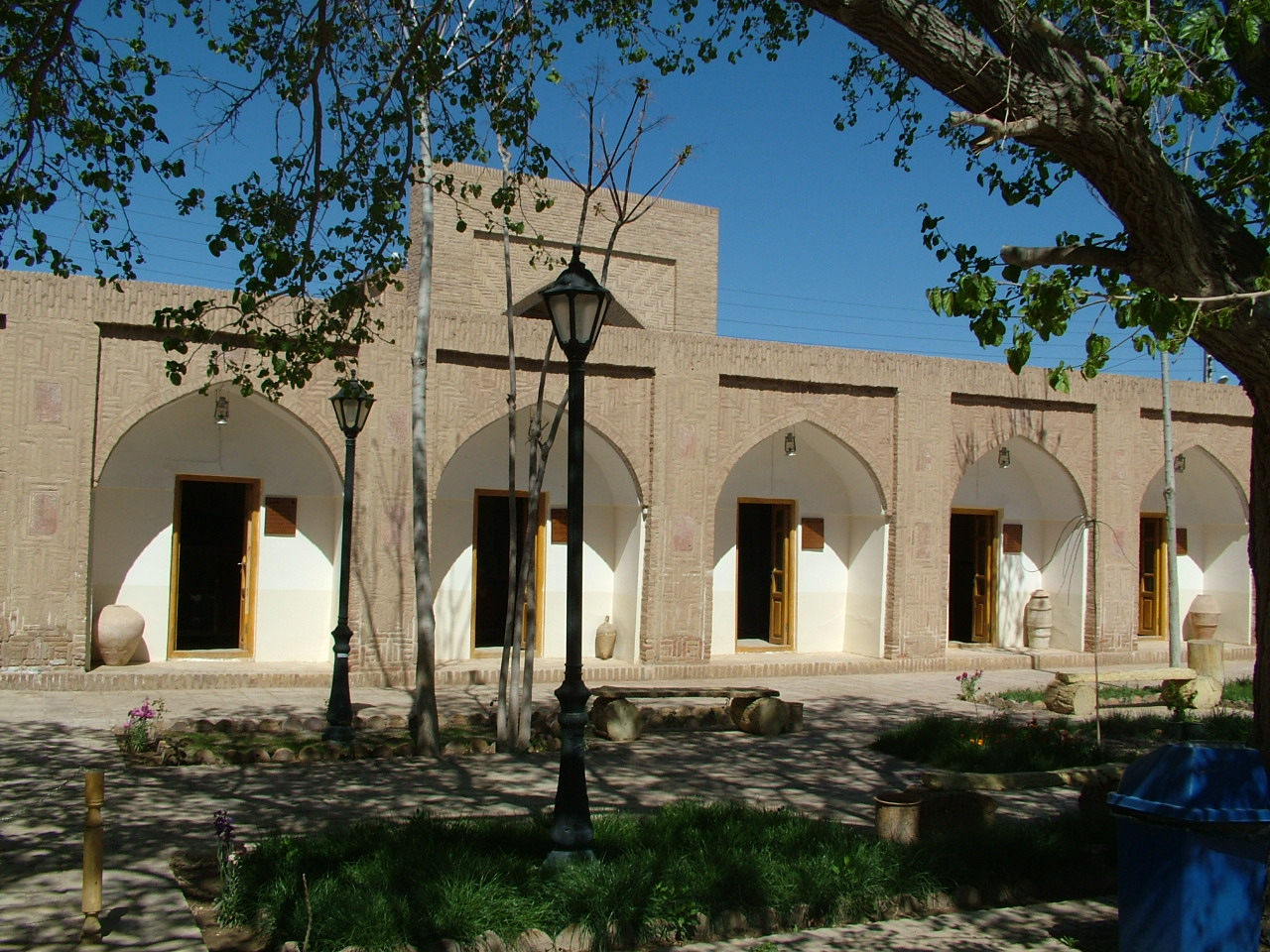
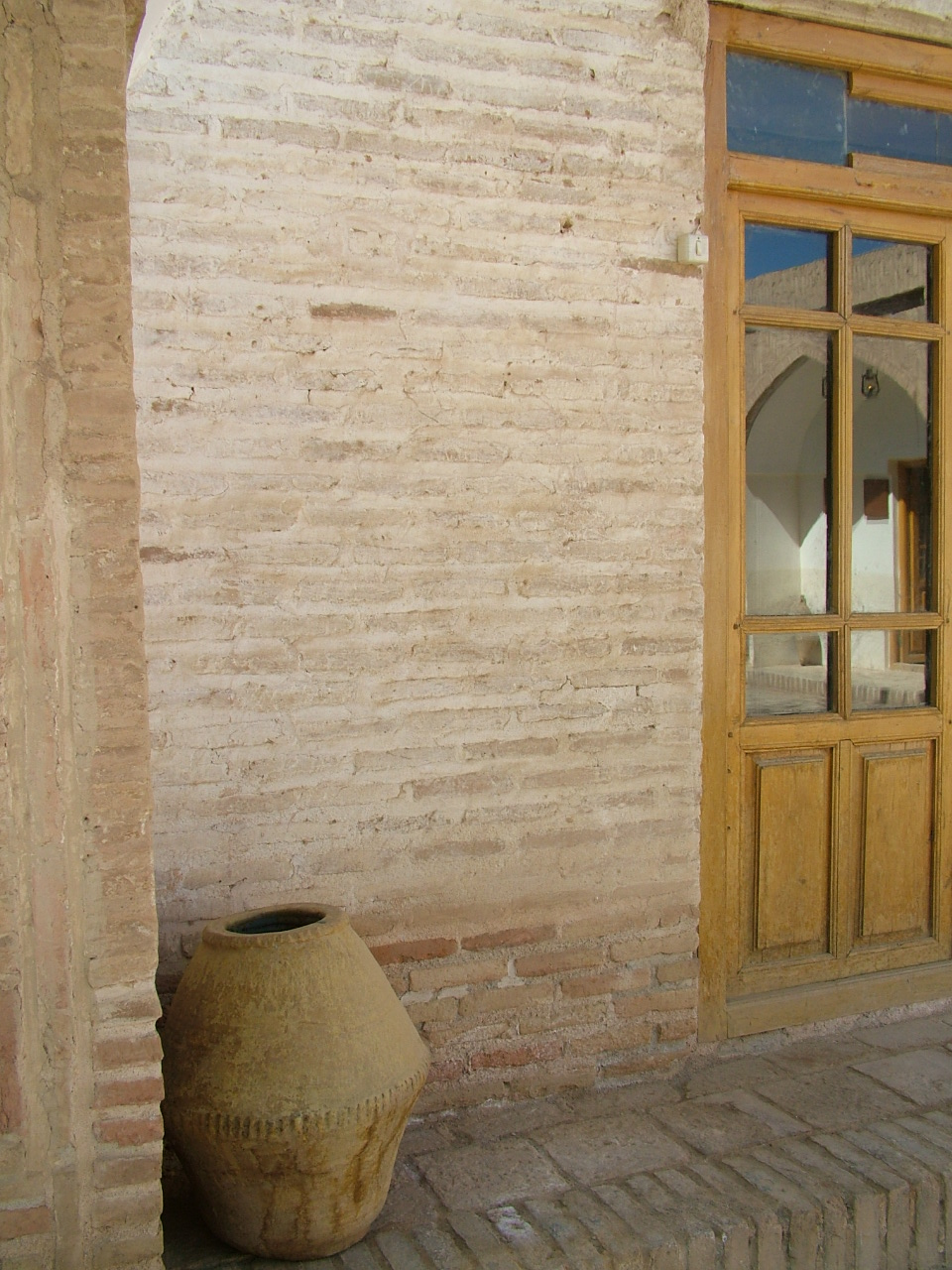
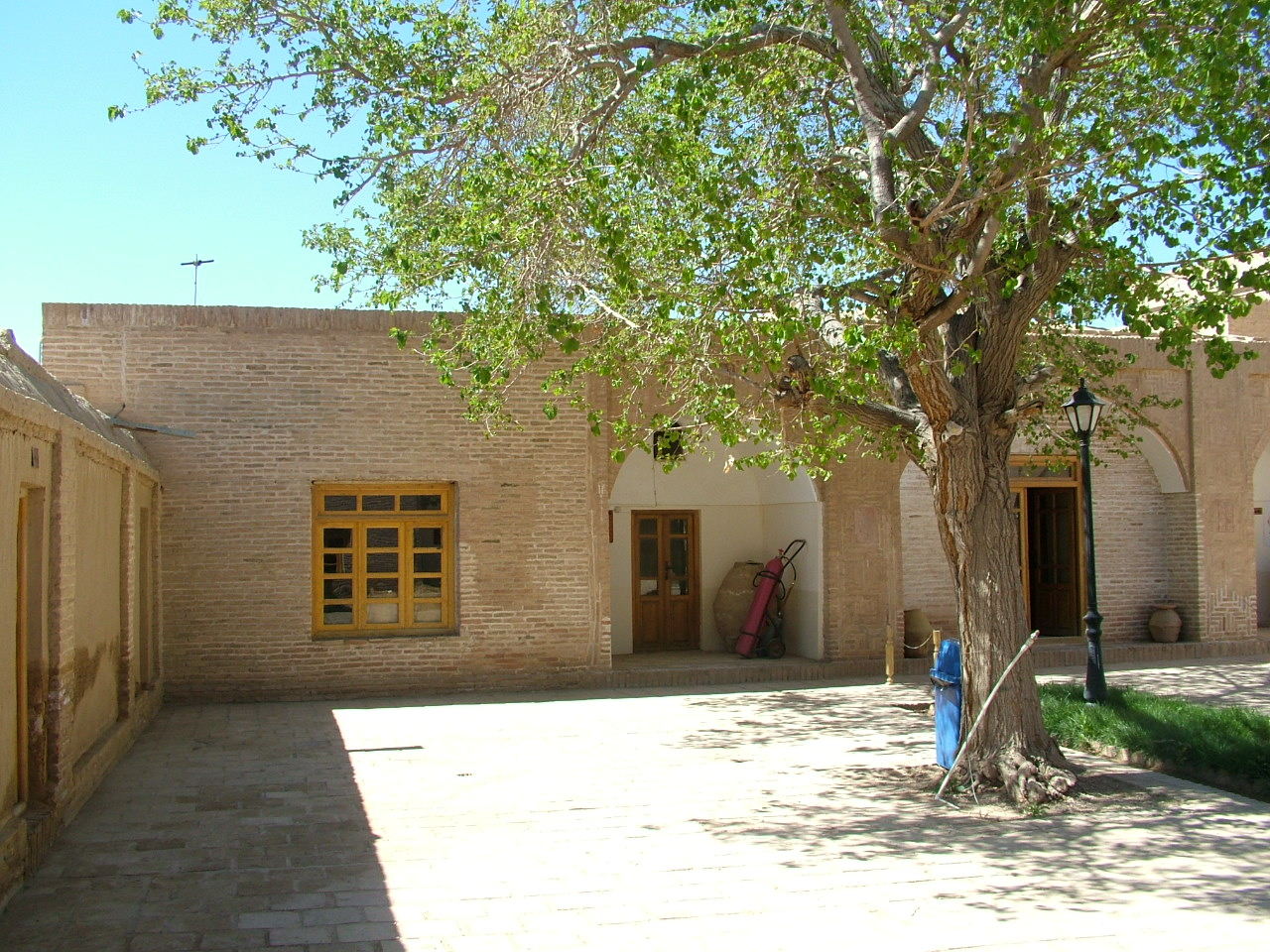
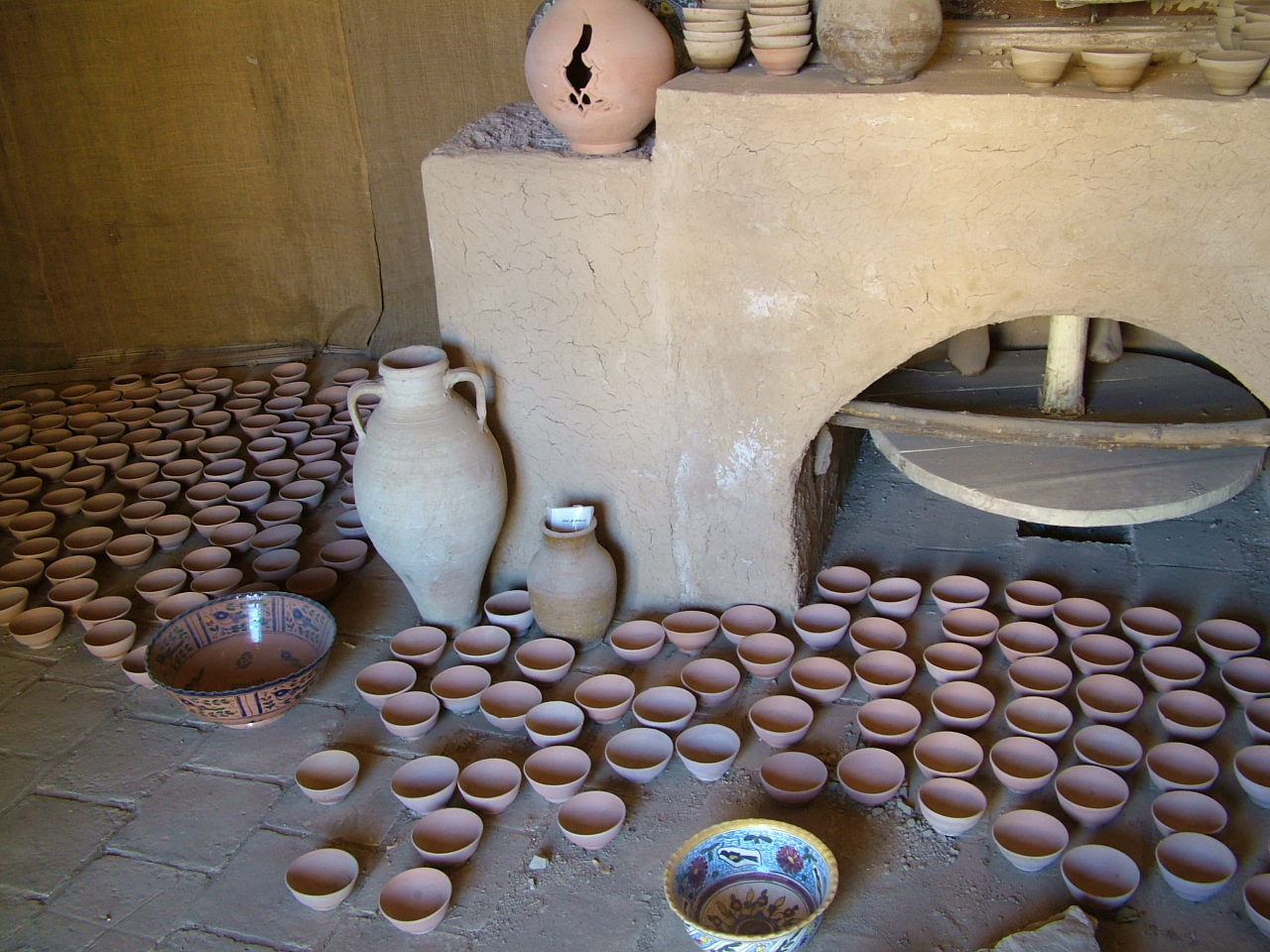
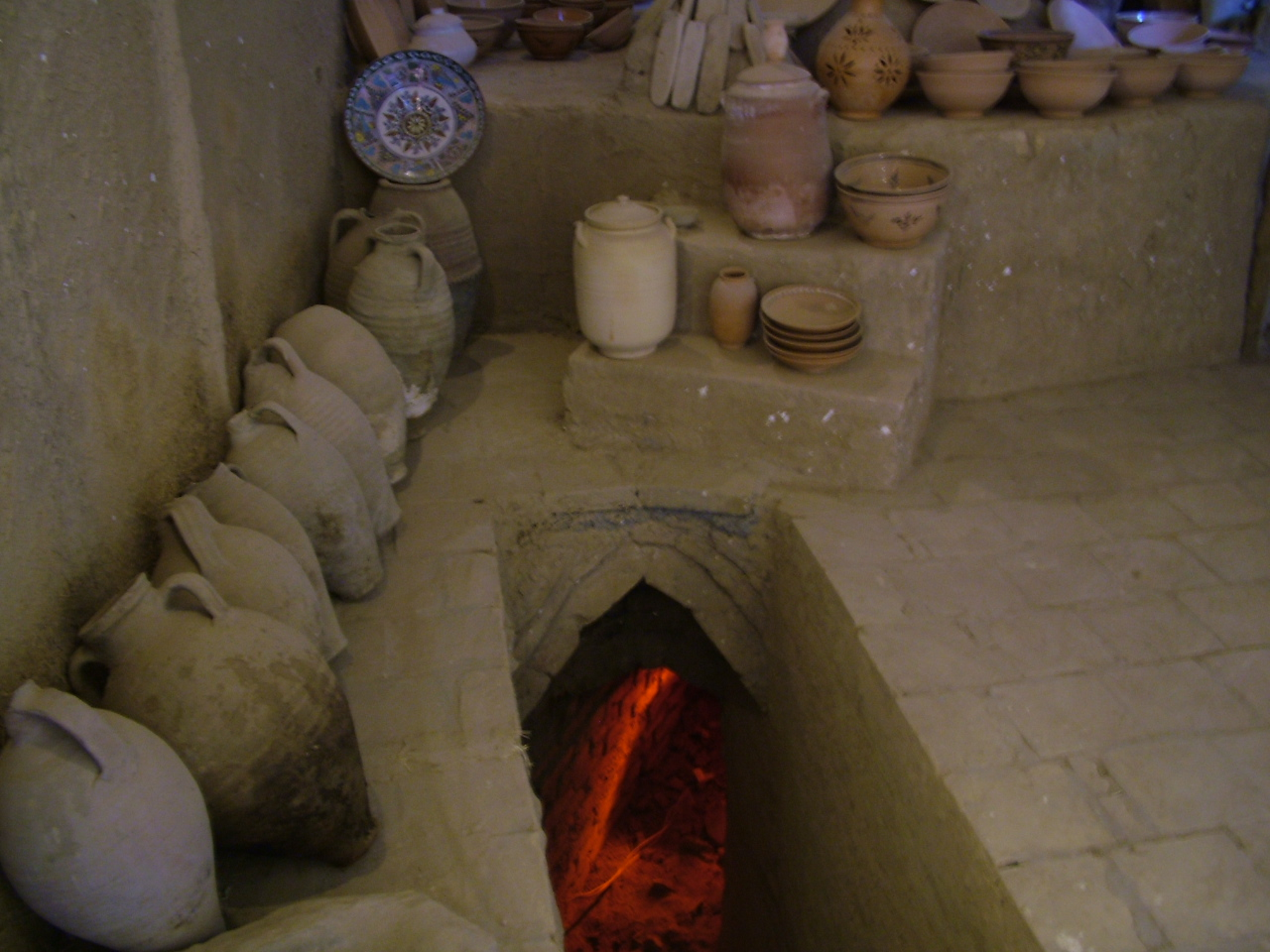
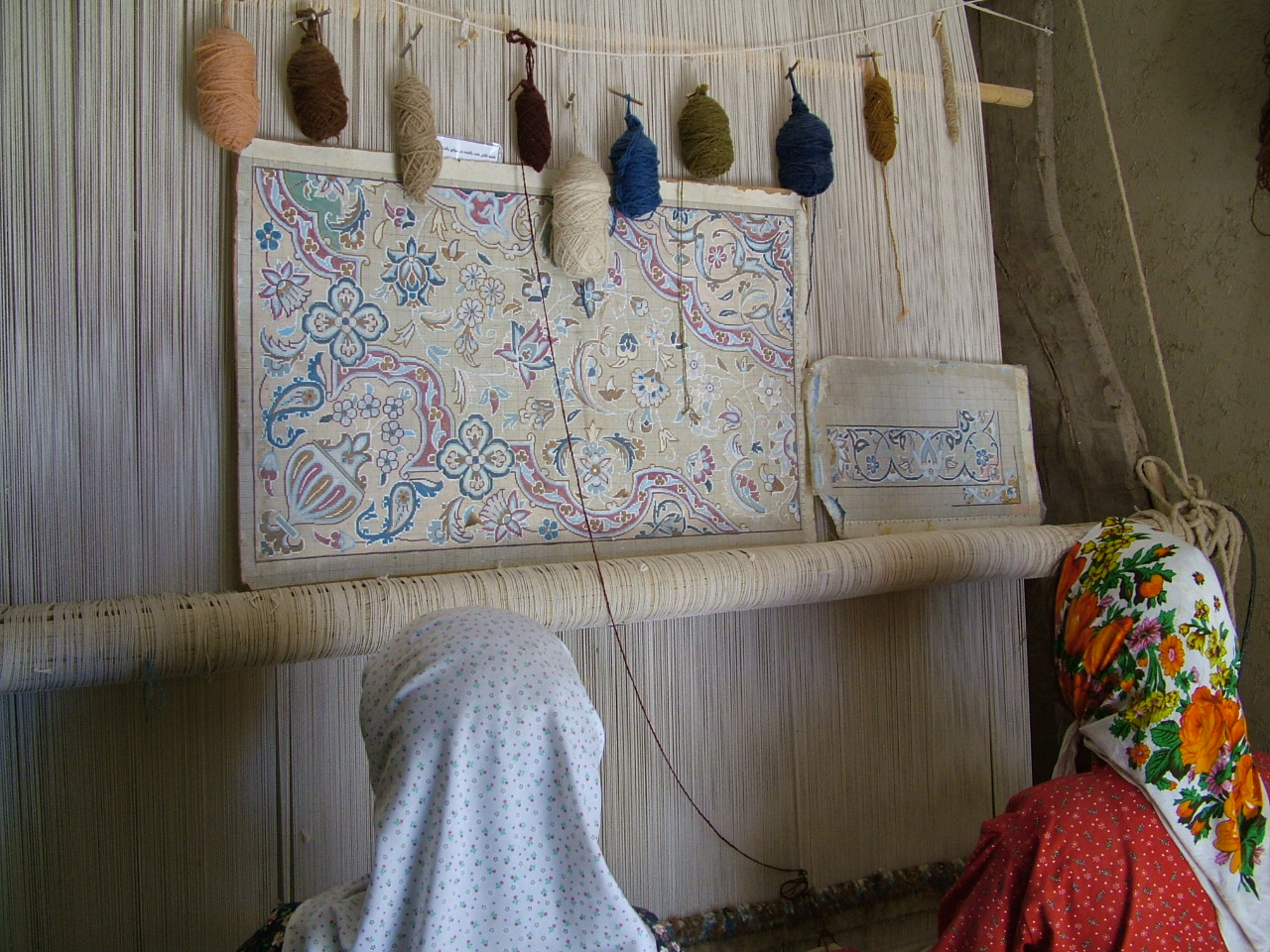
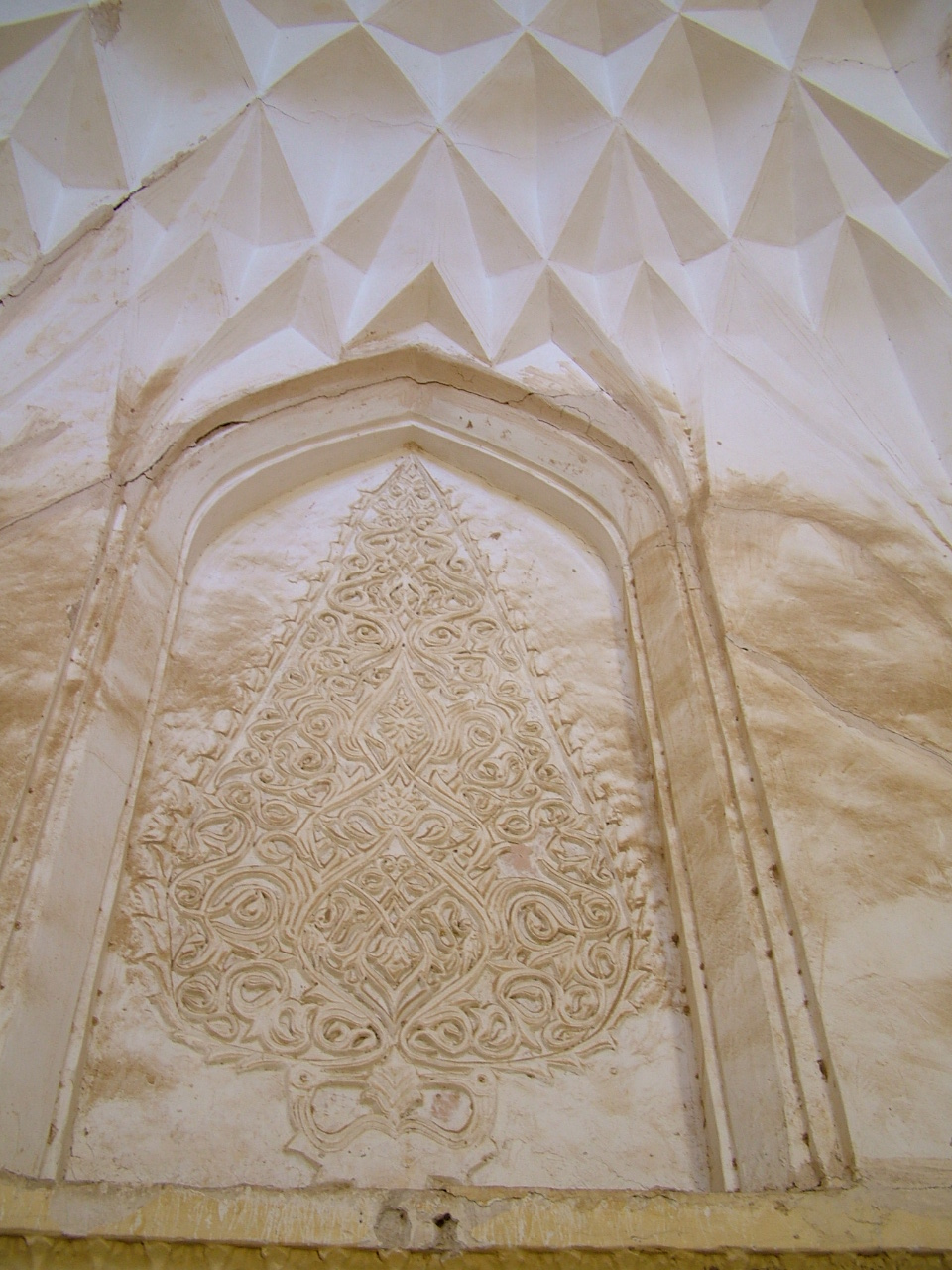
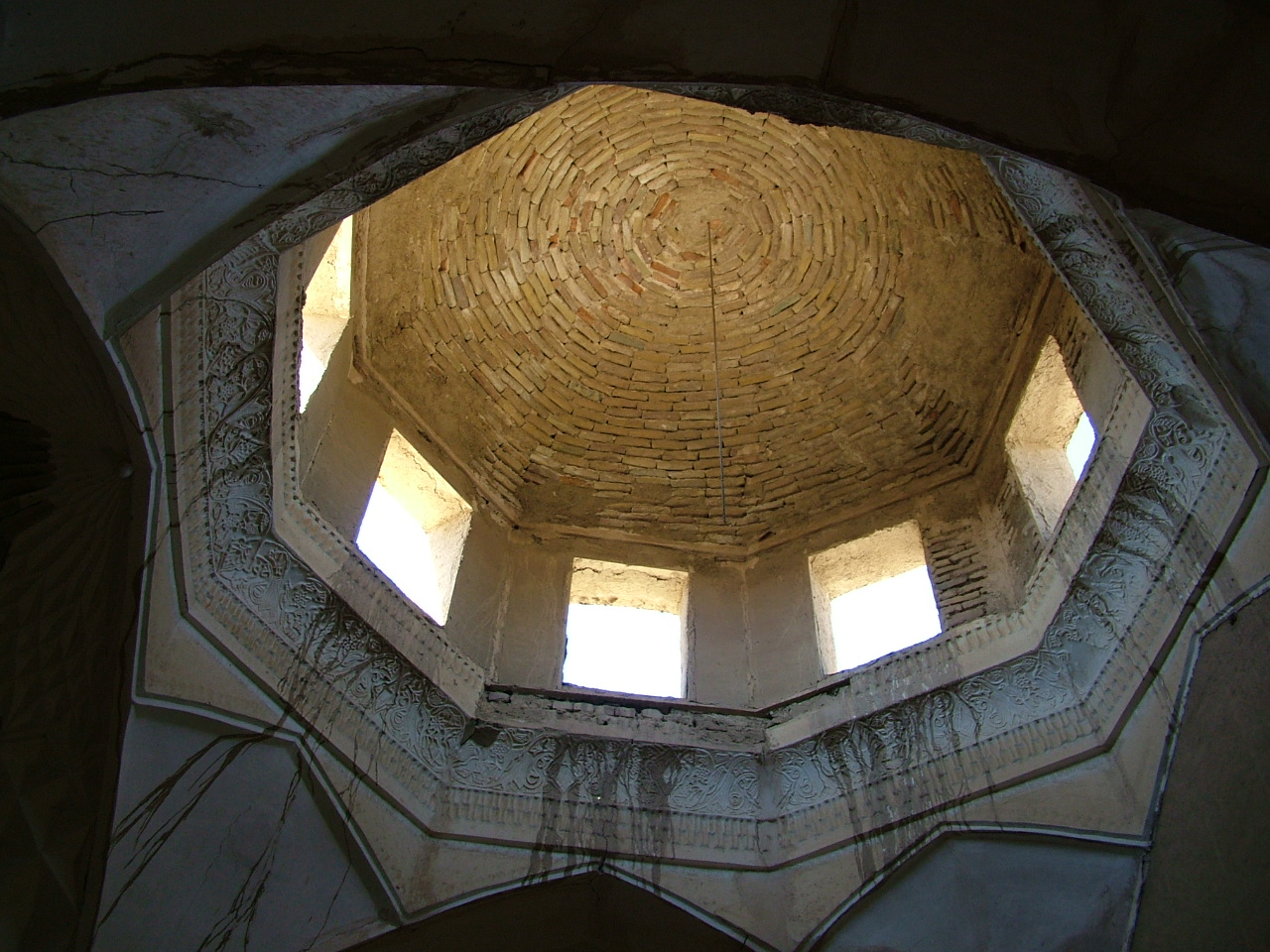
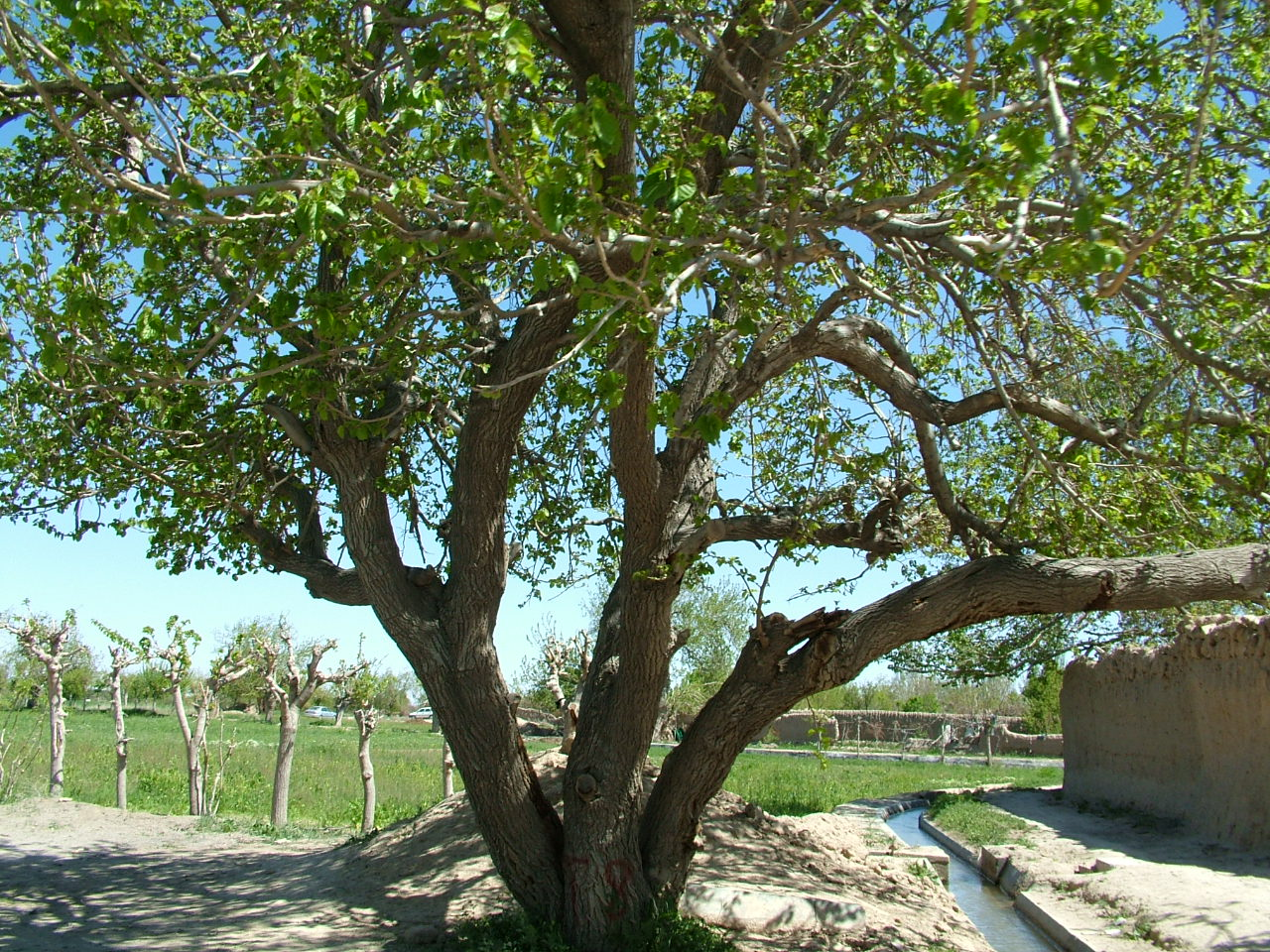
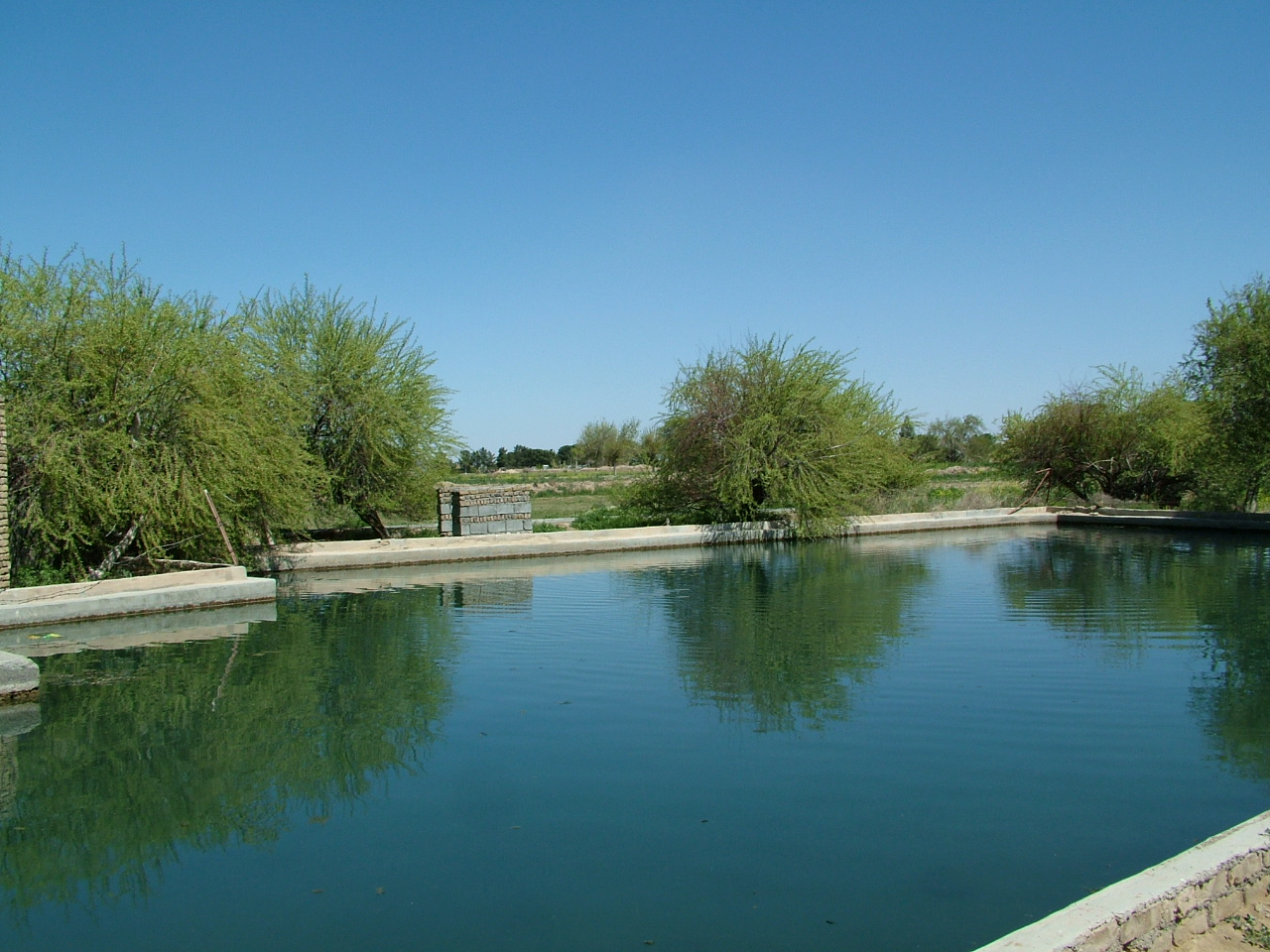
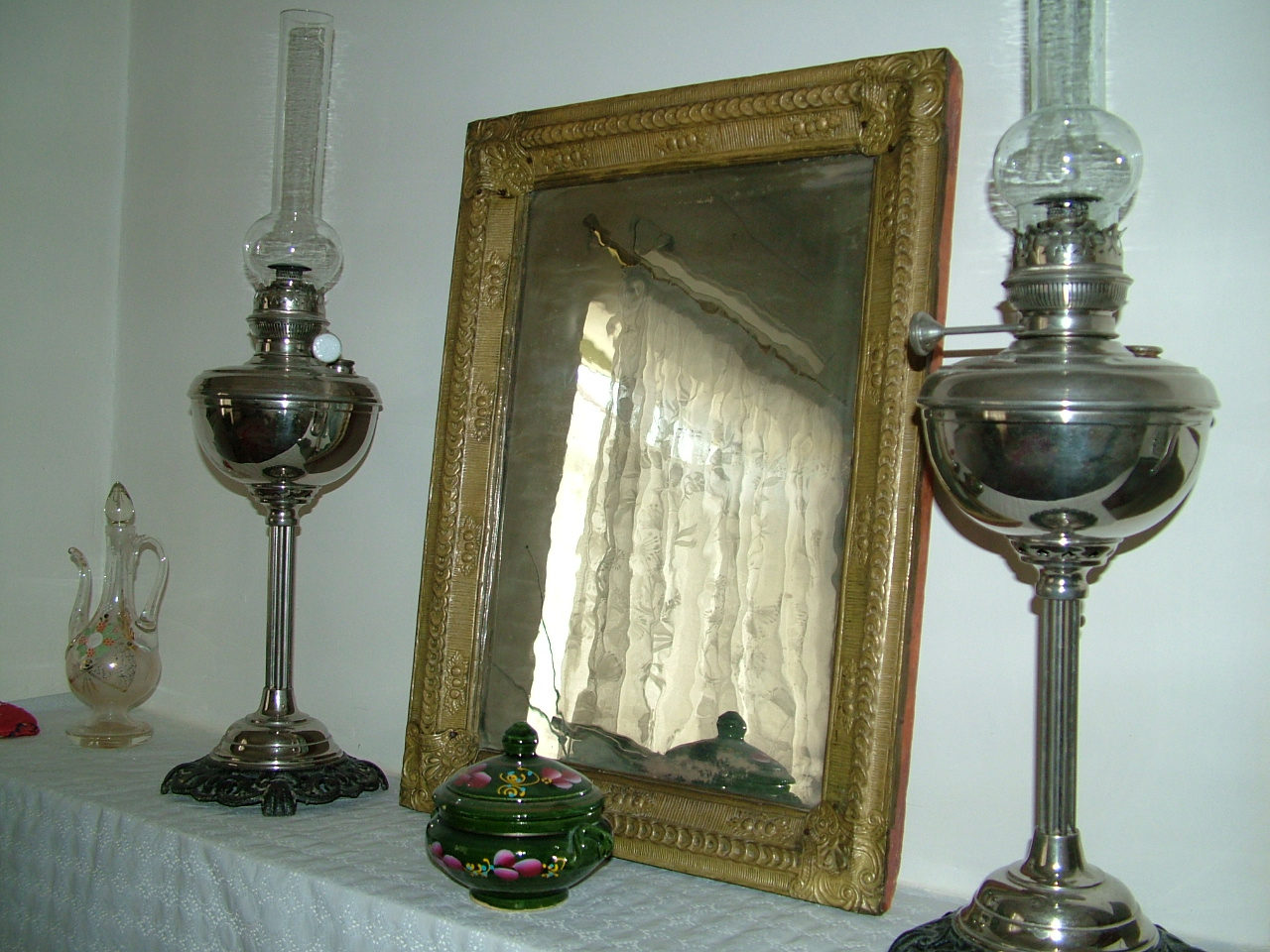

## یادداشت
1. ↑  مشاهده سرود: [http://gonabadtimes.ir/سرود-ویژه-شهرستان-گناباد/